# 台灣日治時期
台灣日治時期是指台灣歷史上於1895年至1945年間由大日本帝國（日本）統治的時期。清光绪二十一年（1895年），中國在甲午战争為日本所擊敗，雙方簽訂《马关条约》，中國將臺灣、澎湖等島嶼割讓日本。19世纪末，日本作為最後一個躋身新帝國主義的國家，其帝國主義的型態具有後進性，與西方國家藉由資本主義引導海外殖民的政策有所不同，由於當時日本國內的資本主義尚不發達，無力對其接收的臺灣從事大規模的資本活動，因此統治初期是由臺灣總督府主導臺灣的拓殖規劃。原則上，由官方為日本資本家量身定做各種規則，強迫臺灣提供資源、物產及勞力，為其服務。在殖民國家發展定位上，日本將臺灣做為支持本國工業的後盾，同時是日本向南洋發展的基地。日本在臺灣實行特別法，以警察控制社會，臺灣人沒有平等的參政權，在日治初期的現代化教育程度也遠低於在臺灣的日本人，日後逐年普及，但教育制度上與日本人相比仍不平等。
自大正時期後，日本對臺灣統治已漸趨穩固以及大正民主風潮的政治風氣改變，日本統治當局於日治中後期改取較為柔和的內地延長主義統治方針、以及改派任文官總督，臺灣亦在短時期內發展蓬勃的本土政治運動及社會運動。同時也有許多臺人如鍾理和等前往日本本土或“滿洲國”學習，亦有赴中國大陸與國共合作抵抗日本統治。中國抗日戰爭爆發後，日方因應戰爭需要更進一步推行全面性的皇民化政策，以期將臺灣人同化於日本，還出現高砂族的族人加入及被征入日军，但亦有台灣人前往中國大陸參戰抗日，對此日本統治當局基於考量民族認同的問題下改派臺灣兵赴南洋，即可看出官方與日籍臺灣人的煎熬。基於日本殖民統治的需求，臺灣在日治時期於基礎設施、教育設施、公共衛生、農業以及工業等各方面得到一定程度的現代化，但在對外經濟關係上則被日本化。民國三十四年（1945年），日本帝國向同盟國無條件投降，在台日軍根據一般命令第一號向同盟國的受降代理人蔣中正大元帥投降，台湾於是「光復」，由國民政府接管。
臺灣日治時期至今在臺灣史上的地位仍褒貶不一。國民政府及其后身中華民國政府在臺灣推行中國民族主義教育，強調日本帝國主義殖民臺灣的負面影響，並把日治時期臺灣的抗日運動與中國抗日戰爭做連結，將本时期視為日本侵華歷史的一部分。不過，晚近调查结果显示，臺灣民間對日本大多仍抱持好感。臺灣史學者周婉窈認為，由於日本統治末期推行皇民化運動造成的低中國性，接著戰後初期陳儀政府治理失政集負面中國性之大成，其視當時臺灣人為「日本奴化教育下的劣等國民」，在臺灣本地人與戰後來臺大陸人之間形成族群隔閡，依1947年8月17日阿爾伯特·魏德邁向國務卿報告說許多臺灣人認為過去日本統治下的臺灣情況比較良善。部份臺灣史學者認為，台灣人的日本情結不僅影響許多在日治時期出生的臺灣人，也相當程度地影響了戰後臺灣對本土認同、臺灣主體性、族群意識觀念乃至臺灣獨立運動的興起。日本留在臺灣的基礎建設、文化政策所造成的影響亦於近代不斷被各界重新檢視或評價，此為東亞乃至於世界殖民史上少見的情形，時常引起學術界的興趣及研討。

## 称呼

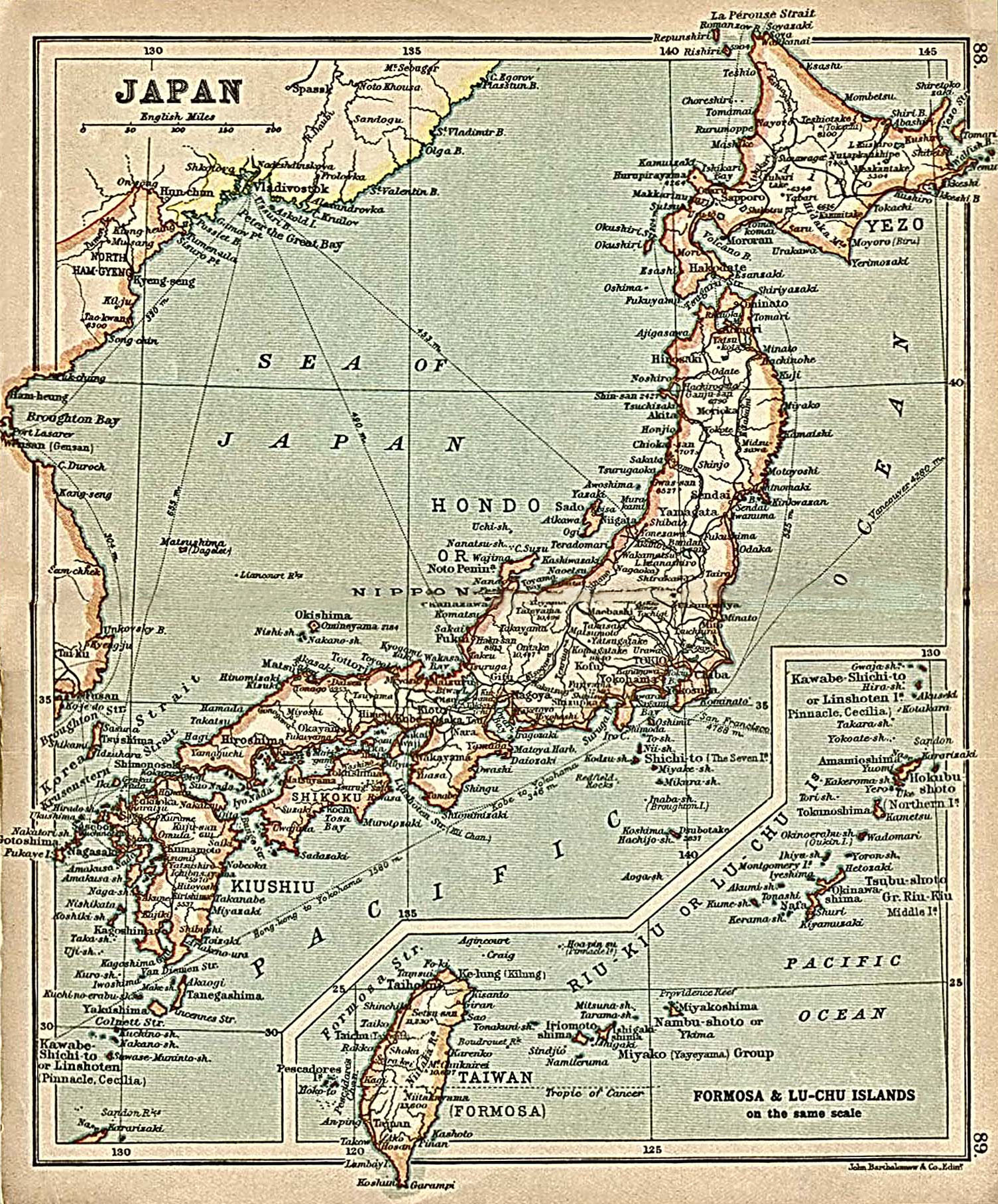
1912年由英國J·M·鄧特公司出版的日本地圖，其中包含台灣

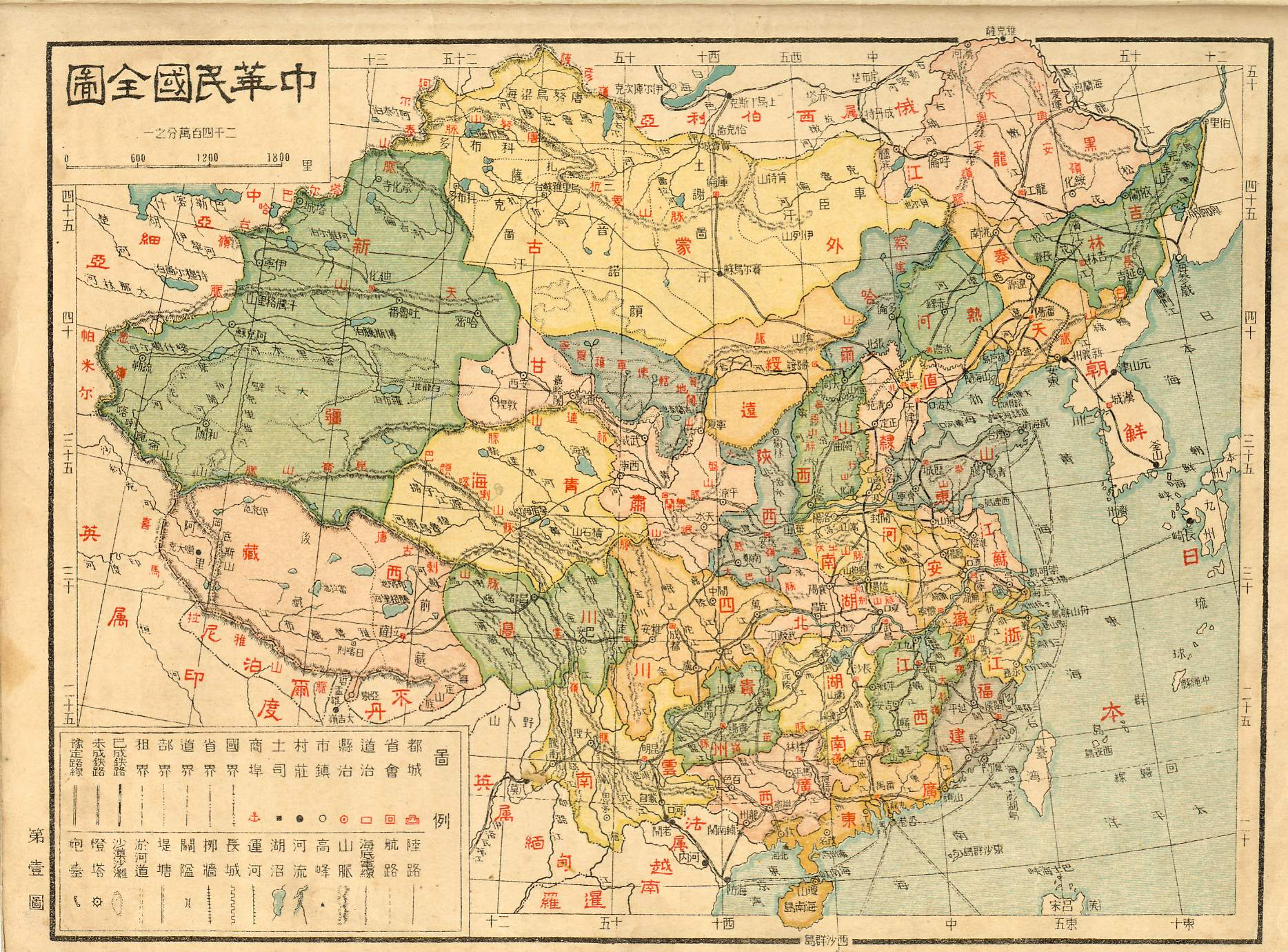
1926年的中華民國全圖，領土並不包含台灣

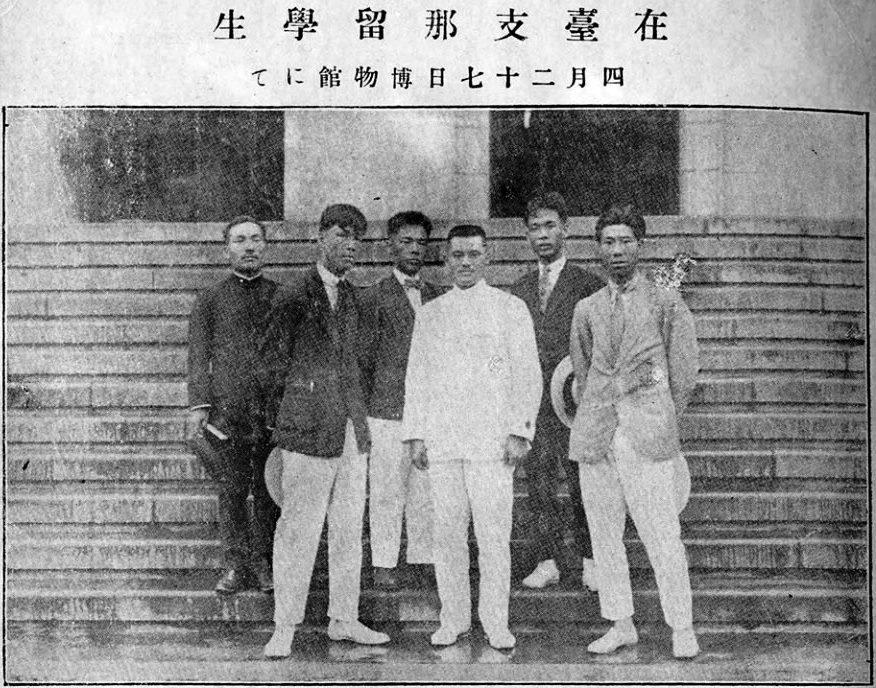
畢業紀念冊裏印載著1921年旅居臺灣的中国大陆學生訪問時稱臺灣總督府博物館的國立臺灣博物館

受到臺灣政治及學界長期以來在政黨、國家認同和統獨問題上的對立、以及華語地區對日本的複雜情感影響，除今日最常用的「日治時期」外，各界基於不同立場與觀點，對於此一時期尚有「日據時期」、「日本時代」、「日本殖民時期」、「日本統治時期」等不同稱呼。目前，各界对使用何种称呼没有定论，實際多取决于自身研究傾向或政治立场。《纽约时报》指出，“人们口中论的虽是日本，但心头真正计较、以至在提法上必须寸土必争的，却仍然还是“中国”。更精确地说，台湾人正是借着“要如何看待日本”的争论，意图用自己的方式来界定“中国”，并诠释中国与这座岛屿的关系——究竟中国应该是台湾理所当然的归宿？或者仅仅是台湾自我特殊身世下的其中一抹色彩？对于这座命运摇曳、几经易手而人心敏感的岛屿，这不只是一个历史问题，也是一个现实的政治问题。”

### 沿革
早在第二次世界大战结束后初期，关于本时期即有不同的描述：台灣省行政長官公署在1945年偶曾使用「日本佔領時代」，此後亦常使用「日本時代」、「日本統治台灣時期」、「日人在台」、「日人統治時代」、「台灣在日人統治時」、「日人領台」、「日人統治時代」、「日人時代」、「日本領台時期」等稱法。二二八事件後台灣省政府成立，官方文獻中仍稱「日治時代」、「日人經營時代」，也有交替使用「日踞時期」、「光復以前」、「日人竊據五一年」、「竊治」等。南京中央政府公文書，南京行政院長的文告、考試院的指令、國防部代電，都有使用「日本統治時代」、「日治時代」。法院系統常用「日據」、「日本佔領時代」，也可見使用「日治時代」。1947年後，無論民間所辦《民報》或國民黨黨報《中央日報》文章，均有出現「日治」的用法（不過後者報導多為「日治」一詞加上引號），《台灣新生報》則有交雜使用「日本侵略時代」、「日本統治時代」、「日人統治時代」等。1946年應邀來台擔任台灣省編譯館館長的文化人許壽裳使用「日本統治時代」；1948年，林獻堂連用「據」、「治」，稱「日本據治」。1951年台灣省政府財政廳長任顯群公開談話，用「日人治台時期」。1951年中國國民黨中央改造委員會文件中，亦尚稱「日治時期」。
1951年11月3日，中國國民黨中央改造委員會第四組去函台灣省新聞處，要求該處轉知報社須將用詞矯正為「日據時期」。台灣省新聞處將1951年冬字第41期公文副本抄送全省各報社、通訊社、雜誌社，並刊登《臺灣省政府公報》為「日據」，此後「日據」稱呼漸多。1987年解嚴後，本土化運動興起；1990年代台灣史研究學者自發地使用「日治」為主，隨後一、二十年，「日治」逐漸取代「日據」。1997年，國中《認識台灣》歷史篇與社會篇教材的執筆者均使用「日治」，引起新黨等團體不滿、抗爭、要求重編，教育部長吳京指示延印酌修，6月24日歷史篇編審委員會決定將「日治」一律改用「日本殖民統治」，7月3日社會篇編審委員會決定維持「日治」。2000年首次政黨輪替，民主進步黨執政時期「日治時期」作為教科書的標準用法。2013年7月22日，馬英九執政時期的行政院宣布，政府公文書處理上將統一使用「日據」用語，並函文至相關行政機關，但教科書審查同時接受「日據」及「日治」用字。然而實際上公務機關並未嚴格遵守，「日治」用法仍普遍散見於各政府部門網站。2016年政黨輪替後，蔡英文執政時期的行政院則表示，前述公文因沒有法律依據，並不具約束力。
此外，今日臺灣民間尚有「日本時代」一稱，多見於臺語（白話字：Ji̍t-pún sî-tāi）及客家話用法，語氣中性，通常無特別褒貶意涵。

### 學界觀點
中研院台灣史研究所專任研究員謝國興指出，中華民國在1931年在台北設有中華民國駐臺北總領事館，在法理上中華民國完全承認日本對台灣統治的合法性。「日據」則是意味著「日本或者非法、或者不被國際社會承認的情況下佔據並統治台灣」，「日治」不過是客觀事實的描述，「日據」則是具有情緒性抗議的價值判斷字眼，就客觀的歷史過程來說，清朝政府在簽訂馬關條約後沒有立場說日本「侵略佔據」了台灣。台灣大學歷史系教授周婉窈指出：「『日據』不是研究者自發的用語，而是經過官方矯正的用語」。「日治」的用法在戰後初期即已出現，但在1951年11月15日台灣省政府新聞處發出公文（臺灣省新聞處代電，中華民國四十年十一月十五日，事由：為日據臺灣五十年光復後俗稱「日治時期」有矯正必要應稱為「日據時期」特電轉請查照），公文中表示「甲午戰爭我國戰敗，遂為日本佔據，我乃喪失主權，此係侵略行為武力佔領之所致，如稱此時期為日治時期，不特有眛於日本過去對華之侵略行為，抑且易使臺省同胞泯滅其固有之國家民族意識，實有矯正之必要。」為由，通令「全省各報社、通訊社、雜誌社」一律「改用日據」。這份公文顯示，戰後初期一般稱日本殖民統治時期為「日治時期」，在這個時點被官方矯正為「日據」，跨越一甲子，在解嚴後逐漸改回日治，實際上只是恢復原有的俗稱。
國立臺灣師範大學歷史學系名譽教授李國祁從民族與文化立場指出應採「日據」用法。他认为，台灣絕大多數的居民是汉族，使用的語言文字是中文，風俗習慣亦是中國南方的風俗習慣，故無論就民族思想的立場，或文化的認知，殊以為當用日據較為妥善，如用日治顯然模糊了史家嚴正的立場。国立台湾大学政治學系教授張亞中认为「日據」才是對歷史的尊重，也是對台灣先人抗日行為的尊重，更是「符合我國的國格」。台灣日本綜合研究所所長許介鱗在學術著作中則採用「日本殖民統治」的觀點。不過，中華民國前國史館館長林滿紅認為，用「竊據」字眼是敵對政權的常用語。以之形容1895年台灣的主權關係變化，是不願意回到《馬關條約》原文「完全主權割讓」的想法，也是不能接受既成事實的想法。且日本在當時趁德、法、俄三國干涉歸還遼東半島時，與三國簽訂台灣必須由日本統治而不割讓給其他列強的協定，使《馬關條約》具有多國國際條約的性質。昭和大學政治學教授黃昭堂認為，中國國民黨、中國共產黨從漢民族主義角度出發，故以「日據時代」或「日本殖民時期」稱之，都以異族侵略的角度看待台灣割讓給日本，強調台灣是被日本從中國手中強行「竊據」，故稱「日據」。而「台灣人意識」是在日本統治時期確立的，但當時還沒有成為「台灣民族意識」。台湾大学历史系教授李永熾認為臺灣在清治時期與日治時期都一樣是殖民地。國立臺北教育大學台灣文化研究所教授李筱峰則認為，僅對日治時代稱「日據」，而對其他同樣以武力在台統治的各階段卻避開「據」字，顯然不公。患有「仇日幼稚病」的馬英九，獨好「日據」，殊不知中國國民黨靠軍事戒嚴與動員戡亂體制統治台灣，也是一種典型的佔據。
已故国立台湾师范大学历史系教授、系主任、文学院院长，中国文化大学历史系兼任教授王仲孚指出，历史事件的陈述，使用怎样的“词汇”表达，涉及到“主体性”或“立场”问题，这在由政府控管的中学历史教科书里表现最为明显。他认为，“日治”或“日据”不是“史实”问题，勉强算是一种“史观”；“日治”比较接近“皇民史观”或“日本军国史观”，日本教科书采用，就符合其立场。

## 歷史
面對長達半世紀之久的日治時期，如何對這段統治歷史加以分期是一個十分基本、但卻極為重要的研究問題。一方面，如果以台灣總督府施政策略的變化作為觀察重點的話，一般研究者多將這段時間分成三個時期：前期武官總督時期（漸進主義時期，1895年-1919年）、文官總督時期（內地延長主義時期，1919年-1937年）、以及後期武官統治時期（皇民化運動時期，1937年－1945年）。另一方面，若以台灣住民的反抗運動作為觀察重點，一般研究者多半以1915年的西來庵事件當作界限，分成前後兩期。前期自1895年至1915年，為期二十年，是武裝抗日運動時期；後期自1915年至1945年，長達三十年，是政治抗日運動時期。

### 臺灣割讓與臺人抵抗

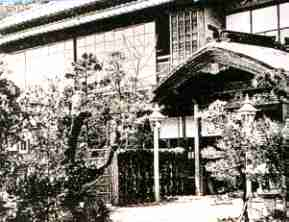
日本下關的「春帆樓」：甲午戰爭戰後和談處

1894年（清光緒20年），清帝國與日本因為朝鮮主權問題而爆發甲午戰爭。次年3月20日，戰況呈現敗象的清朝，派出李鴻章為和談代表，並以全權大臣身分赴日本廣島與日本全權大臣（伊藤博文）議和，並約在日本下關著名旅館春帆樓。到達之後，李鴻章要求先停戰，但談判沒有結果。最後清政府被迫於1895年4月17日與日本簽訂「馬關條約」，清廷一方面被迫承認朝鮮獨立；另一方面也將遼東半島、臺灣全島及澎湖列島割讓予日本。
臺灣割讓予日本的記載為馬關條約第二條之內：第二、割讓臺灣全島及其附屬諸島嶼；第三、割讓澎湖列島，即英國格林威治東經一百一十九度至一百二十度，及北緯二十三度至二十四度間的各島嶼。另外，第五條亦有如下之文字：中日兩國政府於本約批准交換後，立即各自派遣一名以上之委員赴台灣省，實施該省之讓渡事務，但需於本約批准交換後二個月內，完成上述之讓渡。5月8日此條約生效，因為此條約，臺灣成為日本殖民地。而該和談經過亦史稱台灣割讓或乙未割台，日本接收臺灣時遭遇數月的抵抗，是為乙未之役。
1895年，日本東陽堂曾發行《臺灣征討圖繪》共計5編，為日本從軍記者所留下記錄。當代照片較為不普及，會以畫報的形式傳播戰爭相關訊息，並可見得記錄者之主觀意識。這類歷史畫於日清戰爭時相當流行，這充分表現了日本方面的觀點。

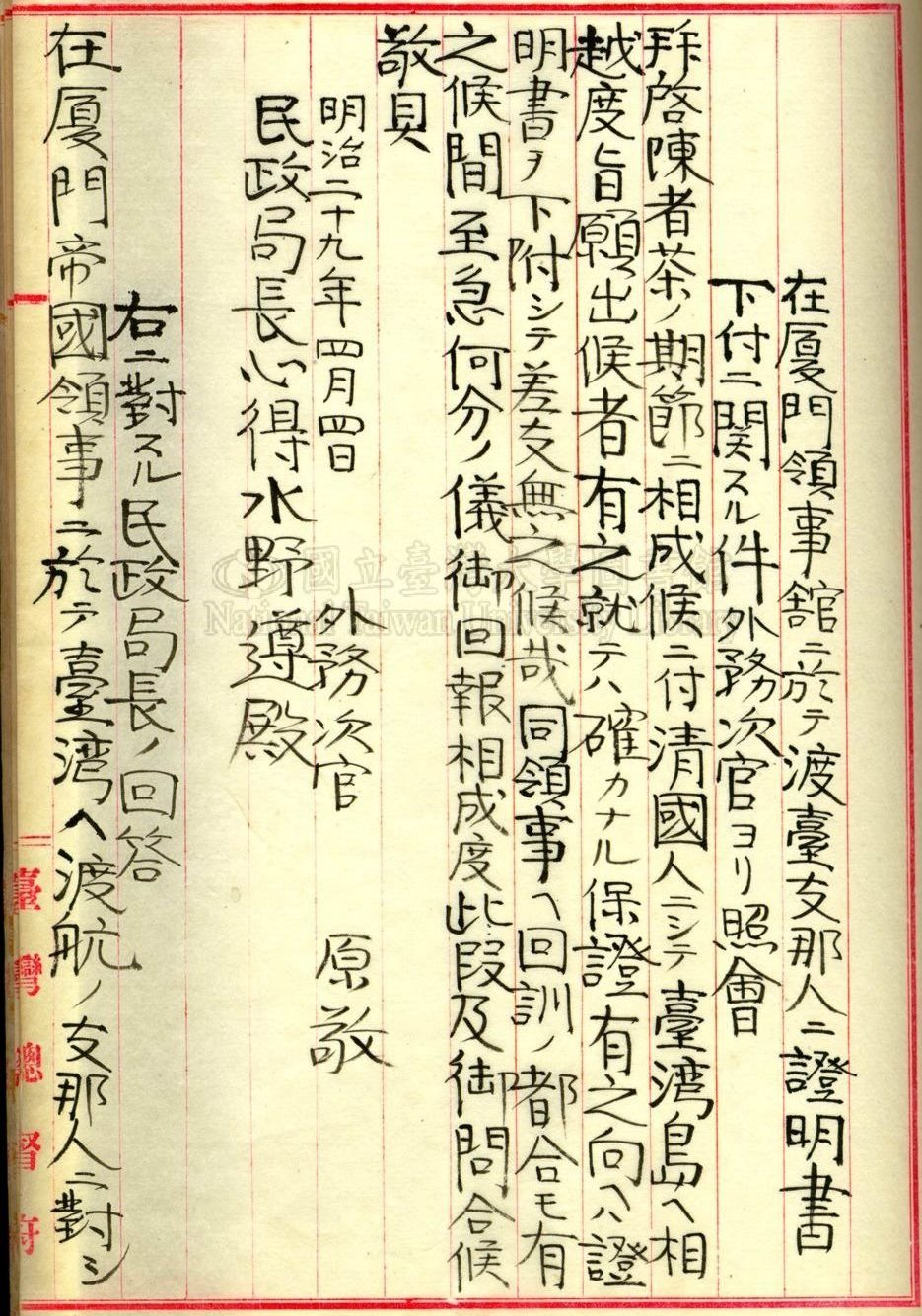
1896年日本外務省次官原敬致臺灣民政局長水野遵照會

此外，在馬關條約中規定，當時臺灣的居民有兩年的過渡期可以自由選擇國籍。在兩年內未離開臺灣者，則自動移籍日本，即「住民去就決定日」為最後期限。當時選擇離開的人，據日方統計佔全島居民的0.23%-0.25%左右，其餘留下的人未離開的原因可能有以下幾點：不肯放棄辛苦建立的產業：雖說臺灣是移民社會，但歷經了兩百多年的經營，許多漢族已經於臺灣擁有土地房產，生根發展。日人尚未強行禁止臺灣人民的傳統風俗，因此民眾並未感受到必須立刻遷出的壓力。

臺灣民主國國旗

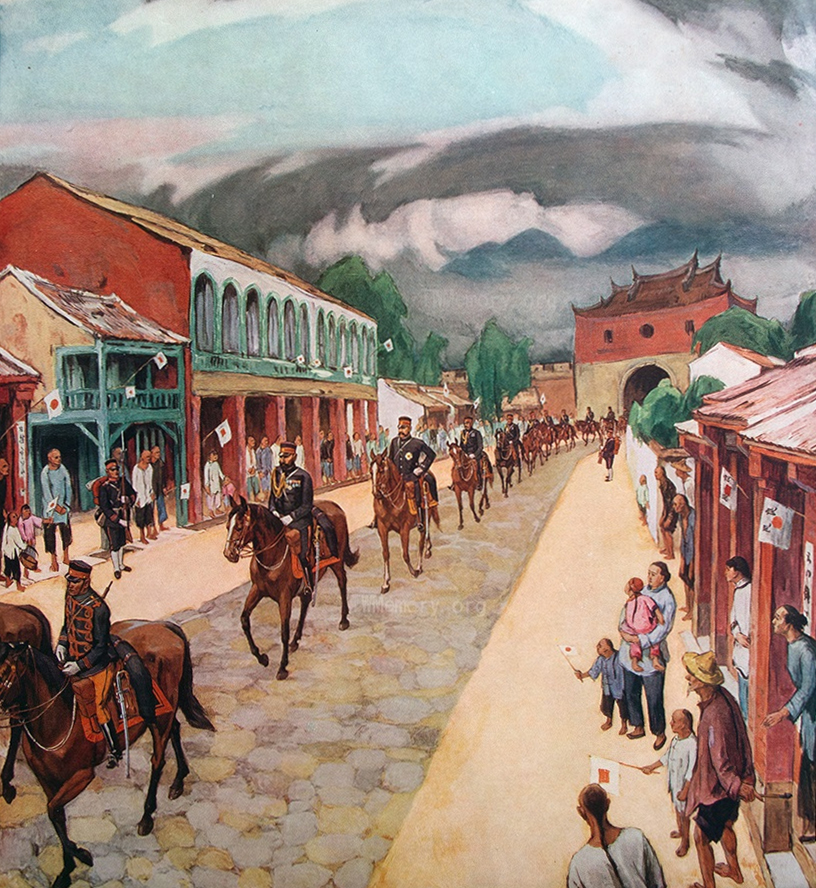
1895年，日軍進臺北城北門街的想像圖（原畫典藏於日本明治神宮聖德紀念繪畫館），第三位為北白川宮能久親王，第五位為明石元二郎，今博愛路

清廷將台灣割讓給日本的決定，在台灣引起了軒然大波，從此全臺接連掀起抗日運動。在達半世紀的日本統治中，武裝抗日運動主要發生在日本统治的前20年。根據一般學者的研究，武装抗日大致可以分成三個階段，第一期是台灣民主國抗拒日軍接收的乙未戰爭；第二期是緊接著台灣民主國之後的前期抗日游擊戰，幾乎每年都有武裝抗日行動，而最末一期自1907年的北埔事件起，到1915年的西來庵事件為止2。之後，台灣反日運動轉為維護漢文化的非武力形式，不過期間仍發生轟動全世界的霧社事件。
1895年5月25日，台灣官民宣佈於台北成立「臺灣民主國」，推舉巡撫唐景崧為總統並向各國通告建國宗旨。未料，日軍在5月29日於基隆背後的澳底登陸，6月3日攻陷基隆。於是台灣民主國政府的領袖們，包括唐景崧和丘逢甲，都內渡逃亡至中國大陸。6月11日，泉州籍辜顯榮代表艋舺士紳迎接日本軍進入台北城。6月下旬，餘眾又在台南擁立大將軍劉永福為民主國第二任總統，民主國雖和日軍發生不少規模不小的血戰。但到10月下旬，劉永福也棄守內渡中國大陸，日軍佔領台南，這個武裝遠遠不敵日軍而在毫無外援的情況下單憑民眾之力奮戰存活184天的台灣民主國政權，至此完全劃下了句點。台灣民主國宣告崩潰以後，台灣總督樺山資紀於1895年11月8日向日本東京大本營報告「全島悉予平定」，隨即在台灣展開統治。但是，1個多月以後，台灣北部原清朝鄉勇又於12月底開始一連串的抗日事件。而這一期的抗日可以說是第一期台灣民主國抗日運動的延伸。學者江彥震認為，當時台灣自主與反日勢力並沒有因為戰爭落敗而完全平息，並提出客家人是以「保家」重於「衛國」的台灣民間反抗說法，在後續的20年間的日人統治下，陸續出現抗日行動。但當時主要的抗日活動多以「克服台灣，效忠清廷」為口號，代表是並稱為「抗日三猛」的簡大獅、林少貓及柯鐵虎。其中柯鐵虎以「奉清國之命，打倒暴虐日本」為口號，與朋友自稱「十七大王」，在雲林一帶盤據。
1896年，苗栗地區部分義軍撤往大湖，加入泰雅族原住民抗日行列。由「得磨波耐社」大頭目「北都巴博」率領，在馬那邦山區與日軍展開一場殊死戰。但日軍擁有等重型武器。原住民4位頭目北都巴博、接卡久因、杜哈魯、莫拉邦、和義軍將領柯山塘及屬下全部陣亡，日軍陣亡七十多人。中南部地區簡義、柯鐵虎、劉德杓為首的民勇，於1896年6月進攻駐守南投街及斗六街的日軍，7月進攻鹿港，辜顯榮率「別動隊」協助日軍。雖有部份「別動隊」成員倒戈，但民勇軍仍告失敗。事後，日軍在雲林地區展開清鄉報復行動，約六千至三萬人遇害，史稱雲林大屠殺。根據後藤新平引述總督府報告，僅在1898—1902四年間，總督府殺戮的台灣「土匪」人數為11,950人。日本領有台灣前八年，共有32,000被日方殺害，超過當時總人口百分之一。1902年，苗栗地區風雲再起，因原住民不滿歧視與壓迫且詐騙了山墾權，襲擊「南支廳」。苗栗、新竹等地原住民紛紛響應，交戰1個多月，史稱「南庄事件」。之後，日本人又殘殺逃到馬那邦山避難的難民，引起原住民更大規模抗日，雙方交戰好幾個月。
早期抗日運動曾與中國近代革命派有所關聯。1895年11月上旬，正當乙未戰爭之時，中國革命烈士陸皓東被處刑後，陳少白在台北創立興中會台灣分會，會員有楊心如、吳文秀、趙滿期、容祺年、莊某等五、六人，並逐漸打開局面。台灣總督兒玉源太郎並曾應允支援興中會發動1900年的惠州革命，並與孫中山約定「中國革命黨先起義，以其力擾亂廈門的後方地區，為日本出兵製造藉口，等日軍占領廈門時，就能對孫文的起義軍援助武器、補充兵力」。孫中山坐鎮台北指揮，後因日本內閣改組，政策轉變，新上任的伊藤內閣下令台灣總督禁止對中國的武裝起義提供任何協助，要求在台灣的兒玉總督與後藤新平民政長官執行，並嚴令孫文離開日人所統治的台灣。惠州革命遂告失敗，多位革命烈士因此喪生，陸皓東亦被譚鐘麟所處死。而日人上田良政也被清軍逮捕並遭殺害。然而伊藤內閣的成立，使原逃亡在廈門的台灣抗日人物因為日本政府的政策轉向得以不被押返台灣處罪。

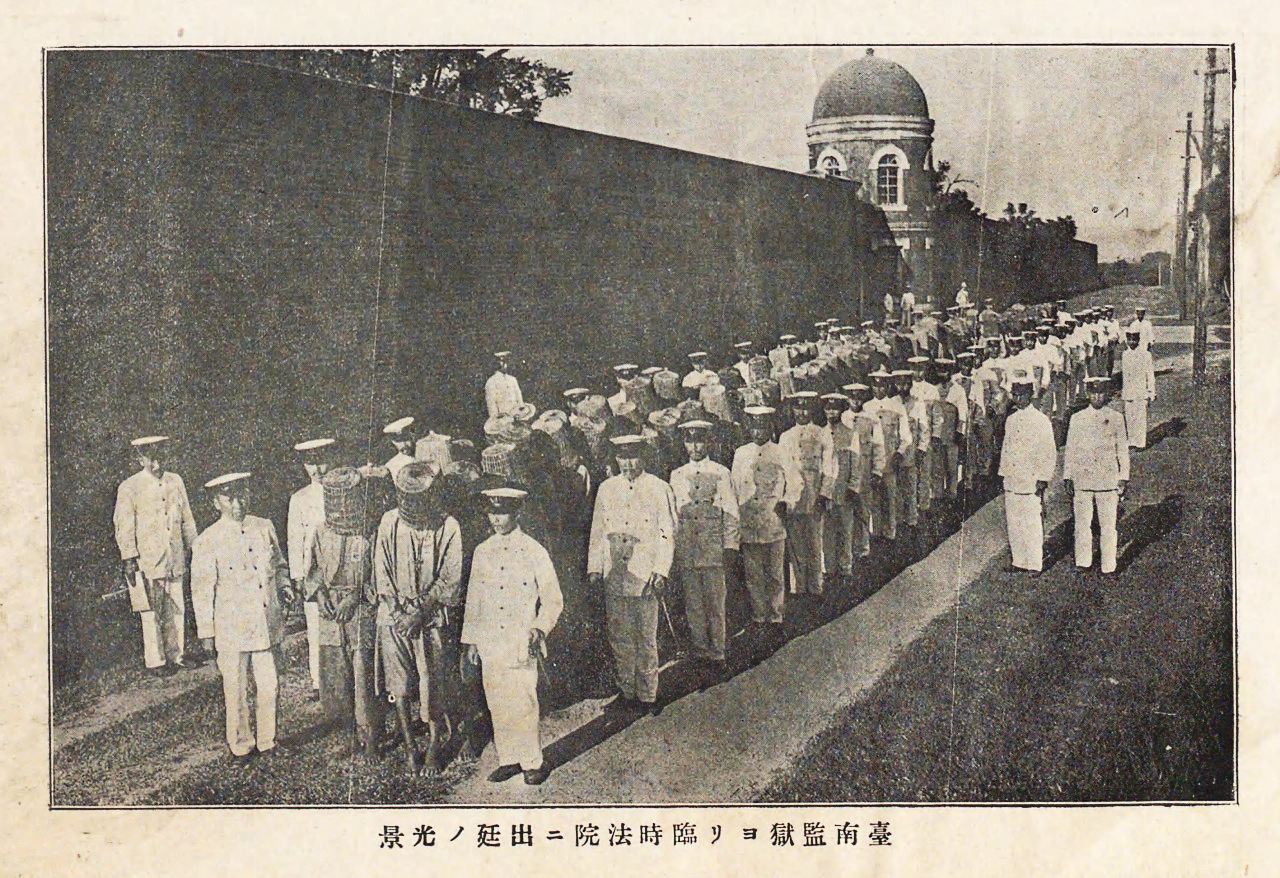
1915年西來庵事件被捕之人頭戴籠盔，由台南刑務所押解至法院送審

1902年，漢族抗日運動稍歇，直到1907年11月發生北埔事件，武裝抗日才進入第3期。這段5年的停歇時間，一方面是源自兒玉源太郎總督的高壓統治，一方面也因為總督府以民生等政策拉攏台人。在雙重因素影響下，台灣漢族對於抗日行動採取了觀望的態度。自1907年的北埔事件起，到1915年的西來庵事件為止，總共有13起零星武裝抗日事件。但是，除了最後一次的西來庵事件外，規模都很小，還有的事先就被發覺捕獲，因此和過去大规模的反抗不同。西來庵事件是漢人第一次利用宗教力量來推動抗日，規模的浩大，事件的結束，亦使臺灣人認識，因為軍事實力的懸殊，起義舉動難有作為，開始以和平方式爭取民主自治，轉型為社會運動與政治運動，所以西來庵事件也成為臺灣漢人的最後一次武裝抗日。此外，這些事件中，有11件發生在1911年的辛亥革命之後，並且有4件是受到辛亥革命的刺激而發動的。13起事件中，宣稱要將台灣复归中國版圖的有4件，稱王稱帝、要自立台灣王朝的有6件，兩者皆可的1件，不明其目標的則有2件。由此數字可以發現，欲自立台灣政權的比例，超過要將台灣歸還中國的部分，且與前二期中同樣以台灣建國為目標的事件相比，也不再強調對於清朝的忠誠。這個轉變可能和1911年清朝被推翻，台灣人民原本習慣效忠、認同的對象突然消失所致。

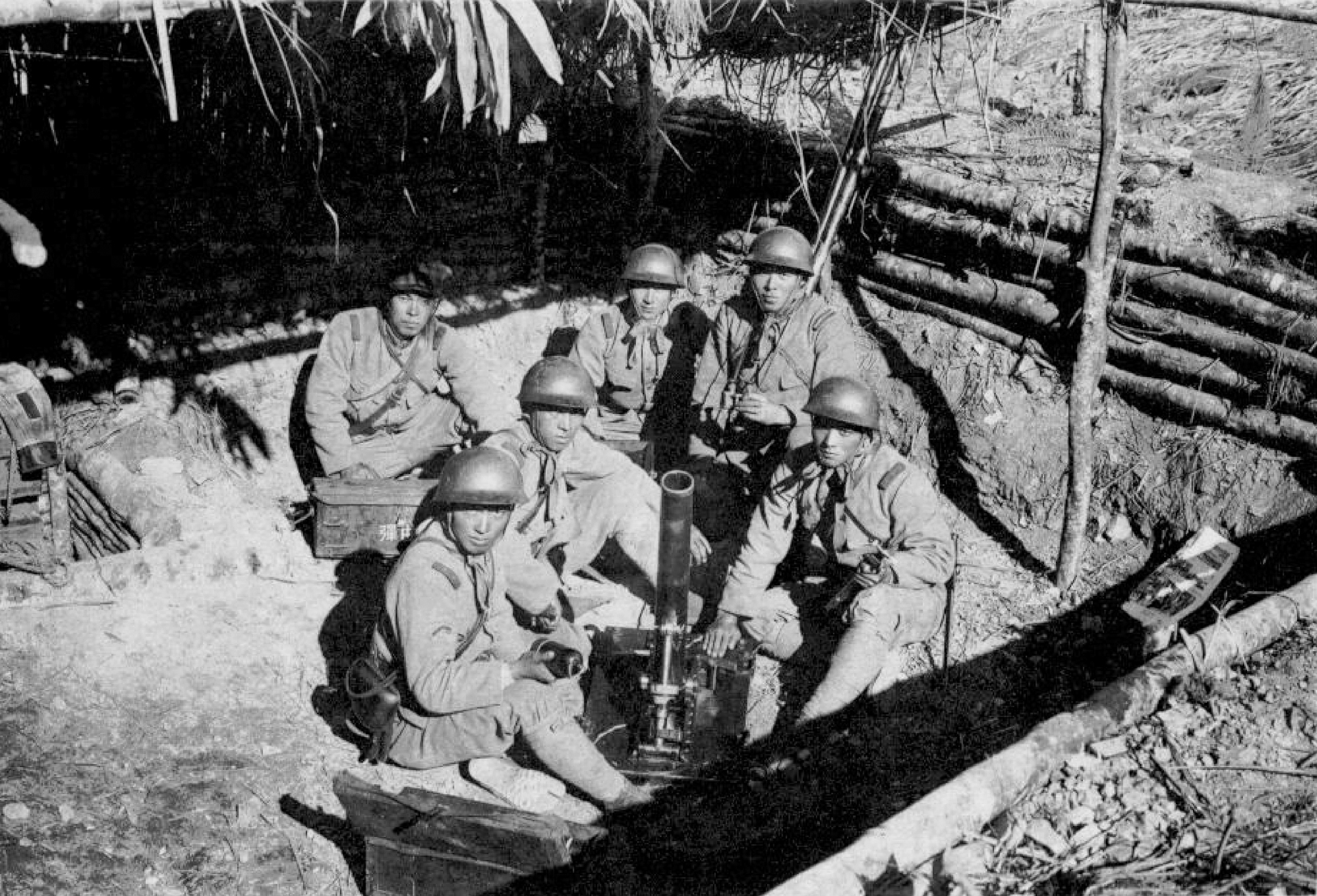
霧社事件時，日軍由馬赫坡高地之塹壕向馬赫坡大岩窟砲擊

後期抗日運動中，以發生於臺中州能高郡霧社（今南投縣仁愛鄉境內）之霧社事件最為著名。這並非一場為了建立新國家或回歸中國的俗稱｢義軍｣行為，而是由於日本人對台灣原住民長期的壓抑傳統文化（包含謀生的狩獵）、歧視與勞動剝削，致原住民生活困苦、長年積怨。1930年10月27日，以頭目莫那魯道為代表，共六個部落300多位族人發動對日本人的出草及抗暴，殺死在霧社小學舉行運動會的134名日本人（包括許多婦孺及受到原住民好評的日本醫師）。事件發生後，總督府主張對原住民擁有報復及討伐權。於此理念下，總督府遂展開近二個月的討伐，以賽德克族（當時被歸類於泰雅族）為主，參與反抗行動的三百名原住民兵勇非戰死即自盡，其家人或族人也多上吊或跳崖；而後日方也放任敵對原住民對起事部落出草。史稱霧社事件及二次霧社事件。該事件由於總督府方處理方法也不當，令總督府多位高級官員下臺以示負責，也成為台灣日治時期最直接且最激烈的武裝抗日行動。

### 無方針主義時期（1895年—1919年）

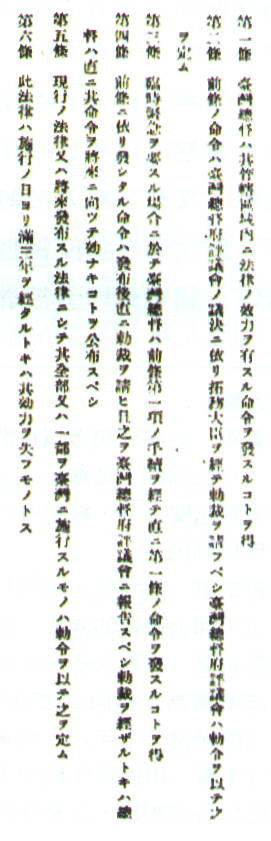
六三法條文

日本治理臺灣的第一段時期，1895年5月8日清朝與日本簽訂的馬關條約生效，自1895年5月的乙未戰爭起，一直到1915年的西來庵事件為止。1895年6月17日，首任臺灣總督樺山資紀在原臺灣布政使司衙門宣布在臺灣「始政」。在此約二十年內，以台灣總督府與日軍為主的日方統治，遭遇台民頑強的抵抗。除犧牲慘重外，也遭致國際社会的嘲笑，因此曾經在1897年的國會中，出現「是否要將台灣以一億日圓賣給法國」的言論，稱為「台灣賣卻論」。在這种情況下，著重于鎮壓的日本当权者對於台灣總督的人選，都以授階中將或上將的武官來擔任。

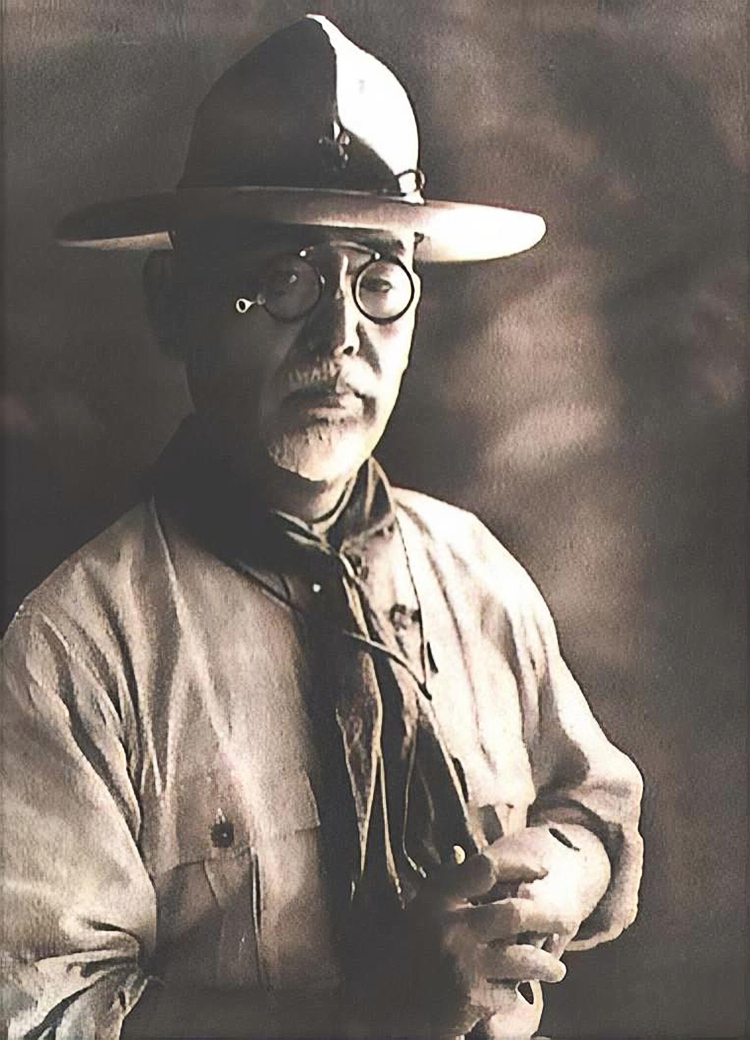
身著童子軍裝的後藤新平

1898年，日本明治政府任命兒玉源太郎為第四任總督，並派後藤新平擔任民政長官以為輔佐，從此採取軟硬兼施的政策治理台灣。加上日本于1902年年底大抵肅清台湾抗日運動势力之後，成員全為日人；且務須遵守日本法律的台灣總督府之對台統治權才就此建立起來。而日方這種軟硬兼施的殖民地政策，一般稱為特別統治主義。
事實上，日本統治台灣之初就存在著殖民地統治策略的兩條路線之爭。第一條路線就是後藤新平所代表的特別統治主義，但他同時也醉心於德國式科學殖民主義。後藤新平認為，從所谓的「生物學」觀點，同化殖民地人民既不可能也不可行，因此主張效法英國殖民統治方式，將台灣等新附領土視為真正的殖民地，亦即分離於內地之外的帝國屬地，不適用內地法律，必須以獨立、特殊方式統治。後藤認為應當要先對台灣的舊有風俗進行調查，再針對問題提出應对政策。這個原則被稱為「生物學原則」，同時也確立了以漸進同化為主的統治方針。
相對於特別統治主義的殖民地路線，則是由原敬所代表的內地延長主義。受到法國殖民思想影響的原敬，相信人種文化與地域相近的台灣和朝鮮是有可能同化於日本的，因此主張將新附領土視為「雖與內地有稍許不同，但仍為內地之一部」，直接適用本國法律。
從1896年到1918年，擔任民政長官的後藤新平所持的特別統治主義主導了台灣的政策。在這段時間內，台灣總督於「〈六三法〉、〈三一法〉」的授權下，享有所謂「特別律令權」，集行政、立法、司法與軍事大權於一身。而握有絕對權力的台灣總督，除了有效壓制武裝抗日運動之外，也嚴密控制住整個台灣社會（包括治安在內）。
根據後藤新平引述官方統計，僅在1898至1902年的四年間，總督府殺戮的台灣「土匪」人數為11950人，日本統治台灣前八年，共有三萬二千人被日方殺害，超過當時總人口百分之一。

### 內地延長主義時期（1919年—1937年）

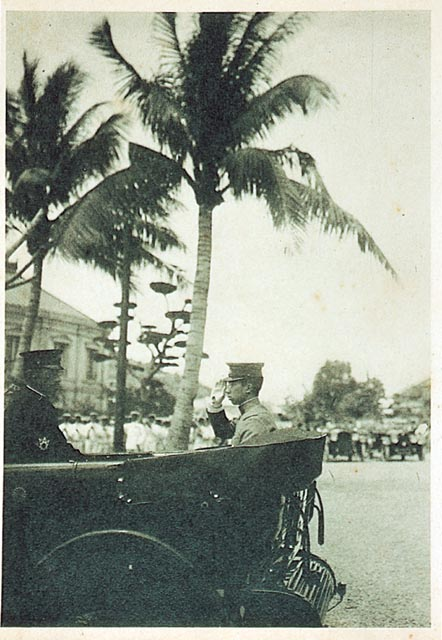
皇太子裕仁在1923年訪問台灣，照片攝於高雄驛前

日本治臺的第二段時期，自西來庵事件（又稱噍吧哖事件或玉井事件，發生於今臺南市境內）发生的1915年開始（漢族最後一次的武力抗爭），到1937年中日戰爭爆發為止。就在此一時期，國際局勢有了相當程度的變化。1914年到1918年慘烈的第一次世界大戰，從根本動搖了西方列強對殖民地的統治權威。歷經這場戰爭，十九世紀興盛的民族主義，一般只適用於規模較大的國家民族，一次世界大戰後被改造成弱小民族也能適用。在這種情況下，民主與自由思想風靡一時，民族自決主義更瀰漫全世界。1918年1月，美國總統威爾遜倡議民族自決原則及稍後列寧所提倡的「殖民地革命論」，於相互競爭中傳遍了各殖民地。為了缓和殖民地的抗争，已经逐漸弱化了的宗主国家開始對殖民地人民做出讓步，允諾更大的殖民地自治權或者更開明的制度。
1910年代中期，日本本國的政治生態也有了改變。在此一時期，日本國內正處於由藩閥政府與官僚政治轉換到政黨政治和議會政治的所謂大正民主時期。1919年，田健治郎被派任為台灣的首任文官總督，他在赴任前，與日本首相原敬談妥，以同化政策為統治的基本方針，並於同年10月正式向府內官員發表。他表示，同化政策的精神是內地延長主義，也就是將台灣視為日本內地的延長，目的在於使台灣民眾成為完全之日本臣民，效忠日本朝廷，加以教化善導，以涵養其對國家之義務觀念。

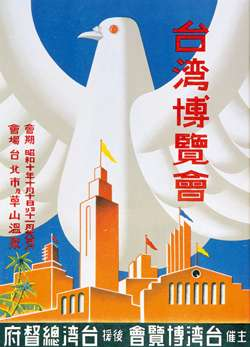
1935年「始政四十周年記念臺灣博覽會」的宣傳海報

之後廿年，總督府歷任總督延續此政策。在具體措施上實施地方自治、創設總督府評議會、公佈日台共學制度及共婚法、撤廢笞刑、獎勵日語等，對於促進同化进程頗有作為，也改變了過去後藤新平的「以無方針為方針」，「只管鐵路、預防針與自來水」的內政方向與統治政策，故此時期可稱之為與始政時期施政方式完全南轅北轍的同化政策時期。

### 皇民化運動時期（1937年—1945年）

#### 皇民化運動
自1937年的七七事变開始，一直到二次大戰結束的1945年為止，日本在台灣的殖民統治邁向了最後階段。由於日本發動侵華戰爭，所以台灣總督府在1936年9月恢復了武官總督的設置以满足战时的需要。在1933年由于日本退出國際聯盟，而導致国际联盟对其的物資禁運懲罰，所以日本需要台灣在物資上为其提供支援。然而要台灣人同心協力，實非台人完全內地化不可。因此，總督府除了取消原來允許的社會運動外，還全力進行皇民化運動。該運動大倡台人於姓名、文化、語言等全面學習日本，並全面動員台人參加其戰時工作，而這項運動一直持續到1945年二次大戰結束為止。此種由台灣總督府主導，極力促成台灣人民成為忠誠於日本天皇下的各種措施，就是皇民化運動，終其言，為內地化的極端形式。

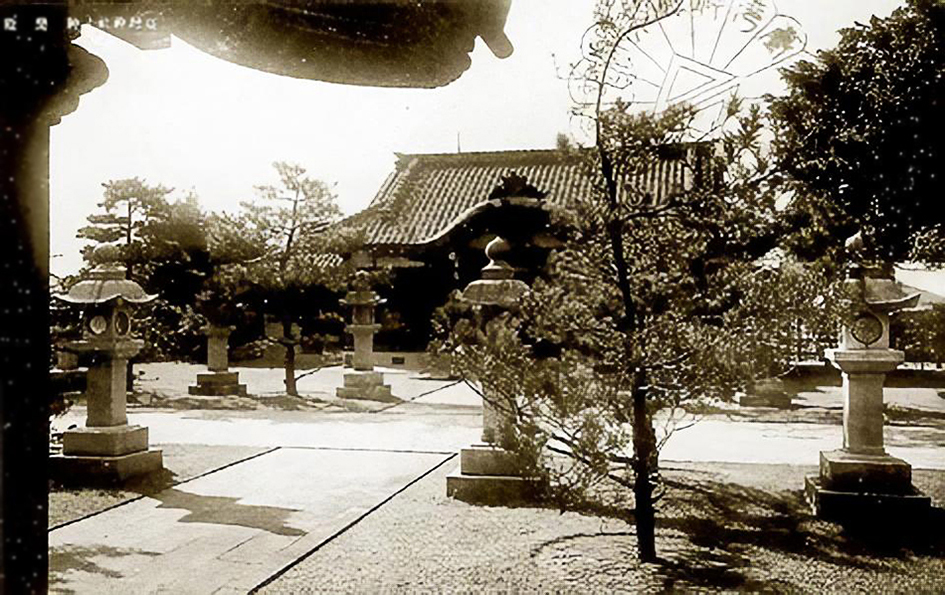
台灣神社。翻攝自日治時期官葉，右方還有台灣總督府家徽式的郵戳

1937年，日本與中國展開全面戰爭，為了向台灣居民灌輸 「日本精神」，日本實施了 「皇民化運動 」計劃，以確保台灣人繼續成為日本天皇的皇民（kōmin），而不是支持中國的勝利。其目的是確保台灣人民不會培養出 「他們的民族認同、自豪感、文化、語言、宗教和習俗 」的意識。 為此，台灣人的合作是不可或缺的，台灣人必須完全被日本社會同化。因此，早期的社會運動被禁止，殖民地政府全力投入「皇民化運動」（Kōminka movement），旨在將台灣社會完全日本化。儘管宣稱的目標是同化台灣人，但實際上，Kōminka hōkōkai 組織將日本人分隔成他們自己獨立的區塊單位，儘管收納了台灣領導人。該組織在戰爭期間負責增加戰爭宣傳、捐贈活動，並規範台灣人的生活。
1937年4月，作為皇民化運動 (the Kōminka movement) 政策的一部分，報紙上的中文版和學校課程中的古漢語被刪除。 中國和台灣的歷史也被從教育課程中抹去。 中文的使用被勸阻，據說這增加了台灣人中會說日語的比例，但這項政策的成效並不確定。即使是一些來自受良好教育的台灣家庭的「國語」(kokugo undō) 模範家庭成員，也未能將日文學到會話的程度。1940年，台灣發起改名運動，以日本名字取代中國名字。到戰爭結束時，有7%的台灣人已經這樣做了。台灣文化中被視為「非日本」或不可取的特徵，將被日本文化所取代。台灣歌劇、布袋戲、煙火，以及在廟宇焚燒金銀紙箔都被禁止。中式服裝、嚼檳榔及喧嘩的聲音在公眾場所受到勸阻。台灣人被鼓勵到神道神社祈禱，並期望在國內設置祭壇，供奉從日本寄來的紙符。一些官員被命令移除原住民崇拜場所的宗教偶像和藝術品。葬禮應該以現代的「日本式」方式進行，但其含義並不清楚。
皇民化運動分成二階段進行。第一階段是1936年底到1940年的「國民精神總動員」，重點在於「確立對時局的認識，強化國民意識」。第二階段是1941年到1945年的「皇民奉公運動時期」，主旨在徹底落實日本皇民思想，強調挺身實踐，使台灣人為日本帝國盡忠。
台灣總督府為推動皇民化運動，開始强迫台灣人說日語、穿和服、住日式房子、放棄台灣民間信仰和燒毀祖先牌位、改信日本神道。

#### 第二次世界大战

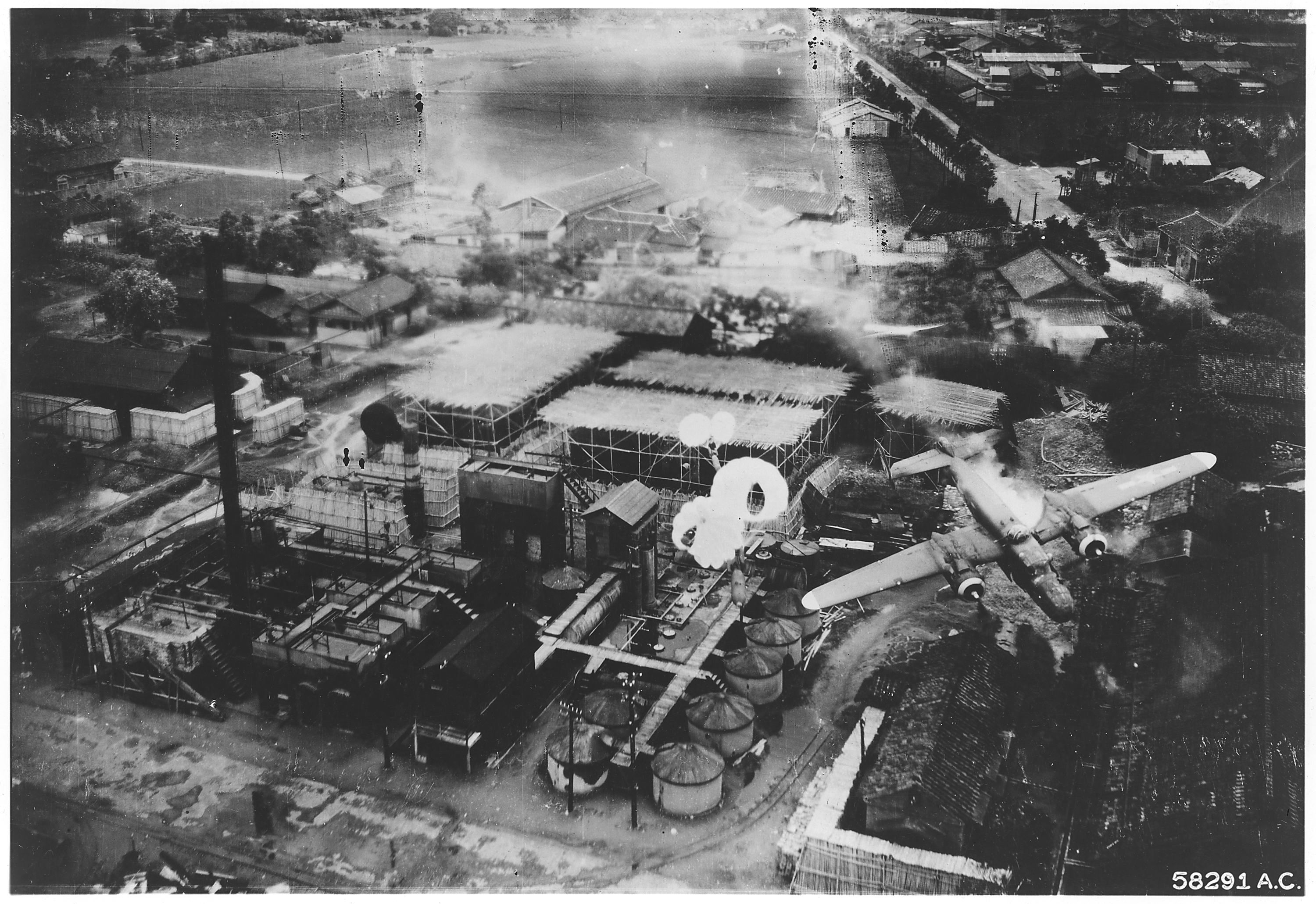
1945年5月25日，盟军轰炸台灣的苗栗炼油厂.

1937年，日本开始与中国全面开战，它扩大了台湾的工业能力，以制造战争物资。到1939年，台湾的工业生产已超过农业生产。日本帝国海军在台湾开展了大量行动。"南方打击群"以台湾的臺北帝國大學（现国立台湾大学）为基地。台湾被用作1938年底入侵广东和1939年2月占领海南的出发地。1941年12月7日珍珠港被炸后 ，日本在台湾建立了联合计划和后勤中心，协助日本南进。在1942年5月菲律宾投降之前，台湾一直是日本对吕宋岛海空攻击的基地。台湾还是进一步进攻英屬緬甸的后方集结地。1943年，随着战争转向对日作战，台湾因被盟军潜艇袭击日本航运而遭受损失，日本政府准备被切断与日本的联系。1944年下半年，台湾的工业、港口和军事设施遭到美军空襲。 到1945年战争结束时，工农业产量已远远低于战前水平，农业产量为1937年的49%，工业产量下降了33%。煤炭产量从20万吨下降到1.5万吨。估计有1.6万至3万平民死于轰炸。 1945年，台湾与日本被隔绝，政府准备抵御预期中的入侵。
因應盧溝橋事變之後日軍在中國戰線的人力需求，在1937年首度徵調台籍軍夫做軍需品運輸工作，做為台灣軍無搭配輜重部隊的解決方案。此外，殖民政府也在1940年公佈改姓名辦法，推動廢漢姓改日本姓名的運動。太平洋戰爭爆發後，由於戰爭規模不斷擴大，所需兵員越來越多，日本當局也在1942年開始在台灣實施陸軍特別志願兵制度、高砂挺身報國隊、1943年實施海軍特別志願兵制度、並於1945年全面實施徵兵制。太平洋戰爭爆發後期，日軍戰況吃緊，導致日本本土已無力應付大量的兵員徵用。1945年4月1日，日本天皇詔書外地的朝鮮與台灣的居民擁有日本帝國議會的參政權，在此之前早已經開始下達徵兵令。
除了徵兵制造成的青年大量傷亡外，台灣也在經濟方面大受打擊。1944年後，受到盟軍25次大空襲影響，受波及的台灣農工生產值於戰爭結束前的1945年降到最低點。若與1937年相比，電力供應從戰前32萬千瓦，戰後僅能供應3萬千瓦。
此外，二次大戰時，日本人在台灣强行徵集了許多慰安婦。絕大多數慰安婦是在遭到脅迫或欺騙的情況下被徵召，因此造成受害者肉體及心靈上的嚴重創傷。至今，這個事件仍被群眾視為踐踏女性權利及尊嚴的行為。在現今的臺灣社會，有基金會專門研究慰安婦的歷史（如婦女救援基金會），並且協助至今仍存活的慰安婦對日本提出賠償的要求。

### 日本敗戰與統治結束

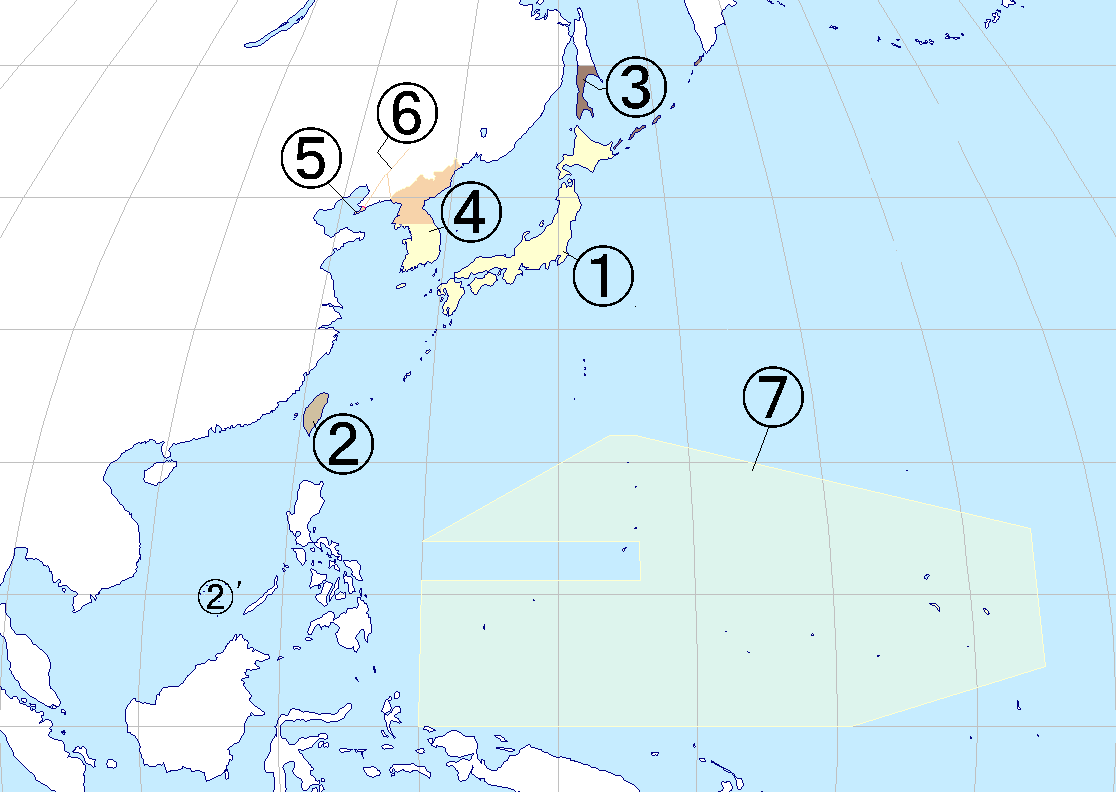
同盟國軍事佔領日本領土示意圖（圖片中著色部份在當時為日本領土），其中包含臺灣

1945年8月14日，日本天皇錄音發表終戰詔書，宣告日本向同盟国无条件投降，隔日以廣播對外播放，史稱「玉音放送」。同盟各國紛紛接收到日本投降的訊息，自此宣告第二次世界大戰結束。同年8月29日，國民政府主席蔣中正任命時任福建省主席的陳儀為台灣省行政長官，並於9月1日於重慶市宣佈成立台灣省行政長官公署與台灣警備總部，同時命陳儀兼任台灣警備司令。經過多日準備後，10月6日於台北成立台灣省行政長官公署前進指揮所。

日軍在臺北公會堂向二戰同盟國投降之會場掛有同盟國英、中、美、蘇四國同等大小的國旗，與聯合國旗幟（四國國旗的前面上端，未呈現於畫面）

依照於1945年9月2日由盟軍最高統帥麥克阿瑟五星上将發佈的「軍事命令」《一般命令第一號》第1條規定，在中國（滿洲除外）、台灣及北緯十六度以北之法屬印度支那（現今的越南北部與寮國）境內的日軍高階司令官及所有陸海空軍及輔助部隊應向蔣中正委员长投降。奉麦克阿瑟的《一般命令第一號》命令，於同年10月25日上午10時在台灣台北公會堂（戰後改名為中山堂）舉行台灣地區的受降典禮。台灣總督兼第十方面軍司令官安藤利吉將軍與陳儀將軍進行受降儀式，安藤利吉將軍將受領文件簽署後，由參謀長諫山春樹將軍轉交遞給陳儀將軍，雙方即完成受降儀式。在對日和約尚未簽訂以轉移台灣的主權之前，日軍奉麦克阿瑟發佈的《一般命令第一號》將台灣交由中華民國代表同盟國軍事接管。國民政府視此事件為台灣光復和对台湾回复行使主权之始，並頒訂10月25日為台灣光復節紀念。10月25日當天，台灣省行政長官公署正式運作，機關處所設於原台北市役所（即日治時代的台北市政府；建物為今行政院院址）。而主要參加人員有國民政府代表：陳儀、葛敬恩、柯遠芬、黃朝琴、游彌堅、宋斐如、李萬居，台灣人民代表：林獻堂、陳炘、林茂生。另外，還有日軍代表：安藤利吉及諫山春樹。

## 政治

### 政府

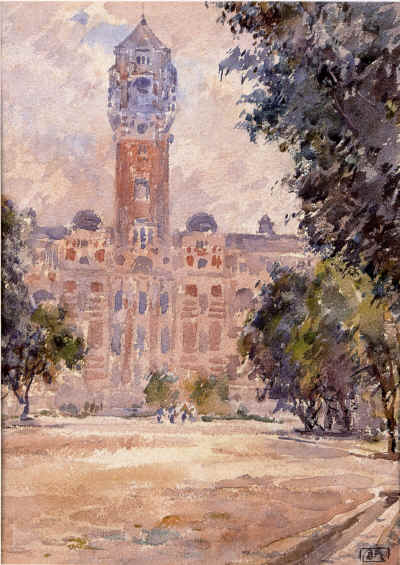
1916年，日本畫家石川欽一郎筆下的總督府

日本統治臺灣的中樞為臺灣總督府。臺灣總督府成立之初，設民政、陸軍、海軍三局。民政局下置內務、殖產、財務、學務四部。此外，乙未戰爭期間曾短暫命高島鞆之助為臺灣副總督，高島也是為期五十年之臺灣日治時期內的唯一副總督。1896年，陸海軍兩局合併為軍務局。民政局則在原本組織下增設總務、法務、通信共七局。之後在1898年、1901年皆曾修訂總督府官制，最後在1919年的最後一次修訂中，民政部（原民政局）被廢除，軍事部份也改由台灣軍司令官（直屬日本首相、不隸於總督府）負責。於1940年代，日本當局為了推行大東亞共榮圈，計畫將行政簡化和內外地行政一元化，並於1942年11月將掌管日本屬地的拓務省分割改制為大東亞省、內務省、外務省，而原監督管理臺灣總督府之角色則從拓務大臣改由內務大臣擔任，台灣總督府府內組織於同年12月亦為此進行了大幅度改制。

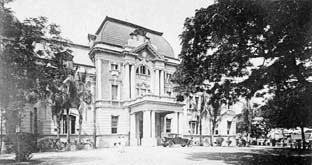
1916年落成的臺南州廳

除了總督與總務長官外，台灣總督府尚有縝密的官僚體系，其轄下設有總督官房、警務局、農務局、財務局、文教局、礦工局、外事部及法務部。而除了行政機關外，台灣總督府還設有功能型的所轄官署。其中包含法院、刑務支所、少年教護院、警察官訓練所、交通局、港務局、專賣局、台北帝國大學、各級直屬學校、農林業試驗所等等。

### 行政區劃

五州三廳時期之臺灣行政區圖

日治初期行政區劃變動非常頻繁，在1895年統治開始以來25年間，一級行政區共計更動8次。直至1920年10月實施「地方制度改正」，成立五州二廳（台北州、新竹州、台中州、台南州、高雄州、台東廳、花蓮港廳）後進入穩定期，僅1926年从高雄州分设澎湖廳以及後續成立某些州轄市。
1920年實施的「地方制度改正」，影響深遠。今日的行政區界幾乎就是在當時確立，變動很少。外也配合都市擴張，逐步將鄰近地區併入各都市，例如現今臺北市松山與信義兩區前身為七星郡松山庄，1938年併入臺北市。
另外，隨著1920年新政區改制，少部分傳統地名亦以地名雅化的原則開始改名。例打狗→高雄（今高雄市）、打貓→民雄（今民雄鄉）、水返腳→汐止（今汐止區）、錫口→松山（今松山區）、枋橋→板橋（今板橋區）、阿公店→岡山（今岡山區）、媽宮→馬公（今馬公市）、噍吧哖→玉井（今玉井區）等，且多數保留迄今。另外臺灣地名常見的「藔」、「仔」等用字，也在當時統一改為「寮」、「子」等。
| 日治時期行政區 | 轄屬區域 | 面積（平方公里） | 今行政區域                     |
| -------------- | -------- | ---------------- | ------------------------------ |
| 台北州         | 3市9郡   | 4,594.2          | 台北市、新北市、宜蘭縣、基隆市 |
| 新竹州         | 1市8郡   | 4,570.0          | 新竹市、桃園市、新竹縣、苗栗縣 |
| 台中州         | 2市11郡  | 7,382.9          | 台中市、彰化縣、南投縣         |
| 台南州         | 2市10郡  | 5,421.5          | 台南市、嘉義市、嘉義縣、雲林縣 |
| 高雄州         | 2市7郡   | 5,721.9          | 高雄市、屏東縣                 |
| 台東廳         | 3郡      | 3,515.3          | 台東縣                         |
| 花蓮港廳       | 1市3郡   | 4,628.6          | 花蓮縣                         |
| 澎湖廳         | 2支廳    | 126.9            | 澎湖縣                         |

### 法律
臺灣总督府廢除大清律例之效力，舉凡旗人在《大清律例》、《名例律》明定旗人在法律上的特權全部被廢除。日本政府在台湾实施以日本化的西式法律為主的規範架構。

由於反抗日本統治，又拒絕移居大陸之臺灣民間武裝勢力造成日本人的重大犧牲，釀造六氏先生事件，高雄陳中和的和興公司囤積物資被搶奪一空事件，潮州辦務署被屠殺事件，使總督府制定了許多法令來抵制這些抗日活動，後藤新平上任後參考各機構對台分析報告後發現原有三段警備制度常常造成互相推責，影響工作成效。並指出「雖就軍事教育之素養而言，憲兵確有較優之處，然將禍機防於未然，而轉禍為福，莫如運用警為宜。」決定建立新的治台方式，減少軍事的干預，提高警察的功能。若要出動軍隊，必須先向民政部門申請許可。並於一八九八年六月首先廢止前總督乃木的伐台「三段警備」制度。於1898年（明治31年）11月根據《六三法》制定《匪徒刑罰令》，代之專以警察為中心來對付「土匪」(台灣義民軍)。把警察組織、功能及人數擴大起來，警察力量立即迅速地浸透遍及台灣各地方各階層。如此對警察的擴權稱之為「警察政治」，又於同年八月、十一月分別公佈「保甲條例」及「匪徒刑罰令」，對「土匪」、「匪徒」加以嚴罰。此律令共有7條條文，效力溯及此令頒布前，規定不管匪徒是主謀者、教唆者或指揮者，一律處以死刑。後藤以鐵腕武力貫徹執行所訂定的法律，僅匪徒刑罰令，在一八九九年一年間依據此法被處死刑者達一千零二十三人。而自後藤就任至1902年的五年期間被處刑的「土匪」總數達三萬二千人，超過台灣人口的百分之一。
此外，總督府還制定《匪徒招降策》，以達誘使抗日民眾歸順的目的。此法令規定，對於欲投降的「匪徒」（指抗日民眾），舉行「歸順儀式」，免除其刑責並提供創業基金（稱為「更生基金」）。但總督府有時也會利用招降儀式的場合射殺抗日分子。

### 基層控制
臺灣總督府在統治初期採取了三段警備制，即依各地治安情況，將全島劃分為「危險」、「不穩」、「平靜」（亦作「安全」）三種區塊。危險區塊派遣軍隊駐守，不穩區塊由憲兵守備，平靜區塊由警察負責。但是此制度並未對日治時期初期的武裝游擊抗日發揮太大效果，總督府隨即改採鎮撫兼施的策略，而憲兵主要職務改為討伐「土匪」（指抗日民眾）。
保甲制度是日治時期社會控制的重要工具。保甲制度係源自清朝時期協助政府維護地方安寧的保甲制，雖然名字為「保甲制」，但是日治時期與清朝的保甲有著一定程度上的差異。總督府訂定了《保甲條例》，規定每十戶為一甲、每十甲為一保，每個「甲」都設置「甲長」作為領導者；而「保」則設置「保正」，任期皆為兩年，為無給職。日本人在保甲這方面是讓台灣人民自行推選的，也就是說所有的保正和甲長都是由管轄區域內的人民推舉出來的。《保甲條例》中規定了所謂的「連坐責任」制度，意思就是，如果某個保甲中的某個人犯罪，則該保／甲中的所有人必須要付連帶責任，藉以達到使人民互相監視的功效。例如：1901年樸仔腳支廳（今嘉義縣朴子市）遭到攻擊，相關的保甲成員皆被處以一千四百日圓的罰金。
保正及甲長也必須要協助日本當局維持秩序、宣傳政策、檢查環境衛生等內政。在此基礎之上，日本當局又從保正和甲長中挑出年壯的青年，並成立了壯丁團，用來協助警察或防治天災。
日人治台以後，為協助統治政策的實施，還在台灣建立了嚴密的警察制度。在當時的台灣，警察的職責很廣，除了維持治安等警察原有的職務外，還包括了衛生及協助施政等工作。警察詳細的工作內容大體包括了：
- 執行法律與維護公共秩序。例如監視公共集會、審理小刑案、取締吸食鴉片、管理當鋪等。
- 協助地方政府處理一般行政事務。例如協助宣傳禁令、收稅、管理戶籍、普查戶口等。
- 管理原住民部落。

象徵警察業務涉及之廣，著名的圖像為在1926年（大正15年）臺北州警察衛生展覽會所展出的海報，將警察化身為千手觀音菩薩，一手拿刀一手拿佛珠，代表糖與鞭子，從衛生取締，思想取締，原住民授產，逮捕犯人，救助等等事務，無事不管。
台灣人當時習慣稱警察為「大人」，也會拿警察來嚇唬不乖的兒童，這是由於當時警察的執掌完全涵蓋了一般民眾的生活，並且動輒干預人民的日常生活，引而造成人民心中的恐懼。當時，台灣一個警察平均管理547人，但同期亦為日本殖民地的朝鮮半島，一個警察卻需要管理919人。雖然嚴苛的警察制度對社會治安大有幫助，但是過於嚴苛的干涉使人民私下稱警察為「狗」或「四腳仔」以暗諷警察。

### 戶政及地政

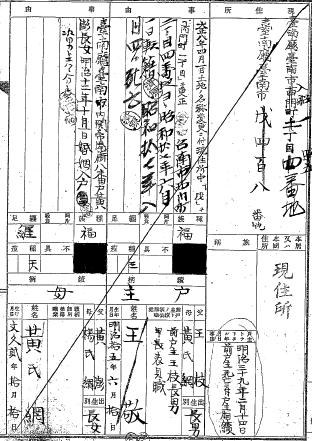
日治初期臺南市某戶資料：阿片吸食、纏足均在調查之列

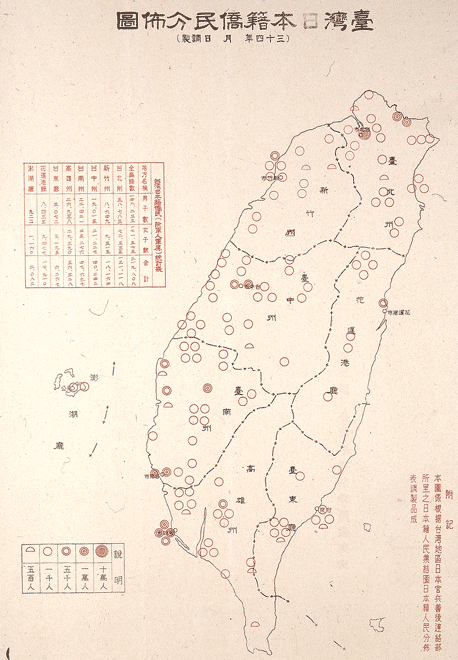
1945年32萬在臺日僑分布圖

台灣總督府於台灣的戶政調查十分詳實，各項統計數據也相當具有客觀與準確性，一些特別的資訊例如種族、鴉片吸食、纏足、殘疾、種痘俱在調查之列；1905年之後，每隔五年舉辦的戶口調查或國勢調查所顯示的各項調查數據顯示，台灣人口在日治時期呈現0.988%－2.835%間的年自然增加率。1905年，台灣日治時期始政初期，台灣總人口約有303萬人，到了1940年，則約587萬，而1946年終戰之後，根據中華民國政府的當時數據，更達609萬人。
如就細列分析，日本移民台灣人口有案可稽者，約從5萬人增至30萬人，比例則從1.8%升至5.32%；根據1940年國勢調查的結果，依地域別，47%是九州出身者。另外，1940年代的農業人口則約佔總人口百分之五十。至於各地方州縣人口，不管是1905年的92萬，還是1940年的148萬俱以台南州最多、台北州居次。不過，如以單一都市而言，1904年起，總人口八萬人以上的台北已取代台南成為台灣人口最多的城市。
| 州廳     | 面積 (km²) | 人口 (人) | 人口 (人) | 人口 (人) | 人口 (人) | 人口 (人) | 人口 (人) | 人口 (人) | 人口 (人) | 人口密度 (人/km²) |
| 州廳     | 面積 (km²) | 本島籍    | 內地籍    | 內地籍    | 外地籍    | 外地籍    | 外國籍    | 外國籍    | 計        | 人口密度 (人/km²) |
| 州廳     | 面積 (km²) | 本島籍    | 鹿兒島    | 其他      | 朝鮮      | 樺太      | 中華民國  | 其他      | 計        | 人口密度 (人/km²) |
| -------- | ---------- | --------- | --------- | --------- | --------- | --------- | --------- | --------- | --------- | ----------------- |
| 臺北州   | 4,565.66   | 874,308   | 14,341    | 106,250   | 646       | 6         | 28,842    | 147       | 1,024,546 | 224               |
| 新竹州   | 4,598.60   | 696,128   | 2,141     | 11,761    | 58        | 3         | 2,217     | 1         | 712,309   | 155               |
| 臺中州   | 7,383.43   | 1,123,745 | 5,046     | 27,908    | 196       | 0         | 5,334     | 18        | 1,162,247 | 157               |
| 臺南州   | 5,421.49   | 1,279,511 | 6,006     | 37,968    | 233       | 2         | 8,438     | 29        | 1,332,187 | 246               |
| 高雄州   | 5,722.57   | 689,412   | 4,682     | 29,906    | 226       | 13        | 8,572     | 8         | 732,819   | 128               |
| 臺東廳   | 3,526.38   | 64,364    | 611       | 4,726     | 37        | 2         | 969       | 1         | 70,710    | 20                |
| 花蓮港廳 | 4,628.57   | 93,739    | 1,401     | 13,729    | 78        | 0         | 2,549     | 1         | 111,497   | 24                |
| 澎湖廳   | 126.86     | 61,738    | 447       | 3,629     | 0         | 0         | 297       | 0         | 66,111    | 521               |
| 臺灣     | 35,973.55  | 4,882,945 | 34,681    | 235,877   | 1,474     | 26        | 57,218    | 205       | 5,212,426 | 145               |

| 州廳     | 人口 (人) | 人口 (人) | 人口 (人) | 人口 (人) | 人口 (人) | 人口 (人) | 人口 (人) |
| 州廳     | 中华民国  | 英國      | 西班牙    | 滿洲國    | 挪威      | 其他      | 計        |
| -------- | --------- | --------- | --------- | --------- | --------- | --------- | --------- |
| 臺北州   | 28,842    | 71        | 15        | 14        | 13        | 34        | 28,989    |
| 新竹州   | 2,217     | 0         | 0         | 0         | 0         | 1         | 2,218     |
| 臺中州   | 5,334     | 9         | 5         | 0         | 0         | 4         | 5,352     |
| 臺南州   | 8,438     | 24        | 4         | 0         | 0         | 1         | 8,467     |
| 高雄州   | 8,572     | 0         | 4         | 0         | 0         | 4         | 8,580     |
| 臺東廳   | 969       | 1         | 0         | 0         | 0         | 0         | 970       |
| 花蓮港廳 | 2,549     | 1         | 0         | 0         | 0         | 0         | 2,550     |
| 澎湖廳   | 297       | 0         | 0         | 0         | 0         | 0         | 297       |
| 臺灣     | 57,218    | 106       | 28        | 14        | 13        | 44        | 57,423    |

總督府為了調查台灣詳細地形並仔細區分土地種類及使用情形、確定土地之所有權，以利辦理地租改正及租權整理，1898年（明治31年）頒訂了《臺灣地籍章程》及《土地調查章程》，並於9月5日成立臺灣臨時土地調查局，所謂的土地調查包括地籍調查、三角測量、地形測量三項。自1898年起辦理地籍調查，通令民眾自行申報耕作土地，並攜帶土地憑證以便指認，經調查局丈量登記後，便認定為其所有，否則將視為國家所有地。確定各筆土地的所有權。結果使得田賦稅收大增，詳細地籍資料的建立也使日人對台灣的土地資源更加了解。
總督府也派人利用三角測量技術，對台灣本島及周邊附屬島嶼進行了面積及地形的測量，完成了一些正確的台灣地圖。這對總督府的治安控管政策及資源開發有莫大的助益。舉例來說，劉銘傳時期估計台灣約有36萬餘甲土地，經過此次測量後，卻發現有63萬多甲的土地。
此外，為了開發山林資源，總督府也實施了林野調查，以確定各地樹種及物產的分布。在林野調查的政策下，許多學者專家進入山林，間接促成了日治時期對台灣動植物及台灣原住民文化的系統化、科學化研究，留下了許多珍貴資料。

### 地方自治
1920年代左右，台灣社會對民族自決與自治的要求日益白熱化，總督府不得不釋放部分自治權。1935年4月1日，總督府公佈《台灣地方自治制度改正》，並於同年10月1日實施。改革的內容如下：

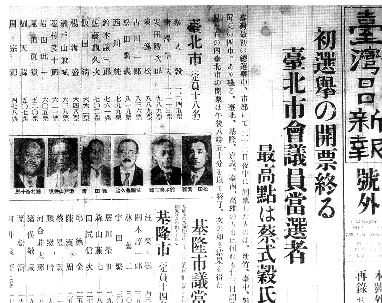
台灣日日新報上關於此次選舉的報導

1. 州協議會改為州會，州協議會員改為州議會員，性質由原來的諮詢機關改為議決機關。州會議員由全部官選改為半數民選，其中市會議員和街庄協議會員具有選舉權與被選舉權。非民選的半數由總督派任。
2. 市協議會改為市會，市協議會員改為市會議員，性質由原來的諮詢機關改為議決機關。市會議員由全部官選改為半數民選。非民選的半數由州知事派任。
3. 街庄協議會員由全部官選，改為半數民選。非民選的半數由州知事派任。
4. 州會、市會、街庄協議會議長仍由官派的州知事、市尹、街庄長兼任。
5. 規定年滿二十五歲，年納稅額五元以上，在選區內居滿六個月以上的男子才具有選舉權與被選舉權，婦女則無選舉權。

1935年11月22日，總督府舉辦了台灣史上第一次選舉，第一屆市會及街庄協議會員選舉。雖然這是台灣史上首次由經由民選方式產生議員，但這樣的改革仍屬於不完全的自治。所以部分民眾仍然不滿這樣的改革。台灣地方自治聯盟對這項措施加以批判，並派楊肇嘉等人向總督提出普選、議員全部民選、改街庄為議決機關的改革主張。但總督府並未接受這些建議。
1939年11月22日，因第一屆議員任期終了，總督府舉辦第二屆市會及街庄協議會員選舉，1943年由於正值太平洋戰爭，選舉停辦。州會方面，分別在1936年11月20日和1940年11月20日舉辦州會議員選舉。

### 原住民政策
1905年，日治時期的台灣實施首次戶口普查，台灣原住民中，幾乎已歸化為漢族的平埔族占全部人口的百分之1.53%（4萬5千餘人），高山族則約為3.62%（十一萬三千餘人）。而台灣總督府著重的是後者，非平埔族的十一萬餘原住民。因為日本政府對於台灣原住民事務定義為「未曾有過，及無任何系統的經驗與文化」的民族政策，因此比其他的台灣政策更為慎重與深入，而這些對策稱作 “理蕃政策”。
以多紙臺灣總督府令替代適用於台灣原住民民刑法的該政策走向，大約可與台灣總督府統治台灣的基本精神分為討伐為主的「始政鎮壓」與懷柔為主的「教育同化」及皇民化運動等三階段。其中，1910年開始的五年理蕃計畫，以軍事行動迫使原住民臣服。在太魯閣戰役後的1915年，所有部落幾乎歸順，總督府並沒收槍械。同年7月，掌管原住民事務、具有軍事性質的蕃務本署裁撤，原住民改由一般的警察單位管理。
1936年，台灣總督府將對於台灣原住民的蕃人名稱改為高砂族，同時，並對原住民開始實施與台灣漢族相同的皇民化政策，自此，不具名卻存在的理蕃政策才改以皇民化政策取代。雖是如此，後期內地延長化極端表現的原住民政策，仍可視為以日本本國利益優先的理蕃政策一部分。

## 經濟

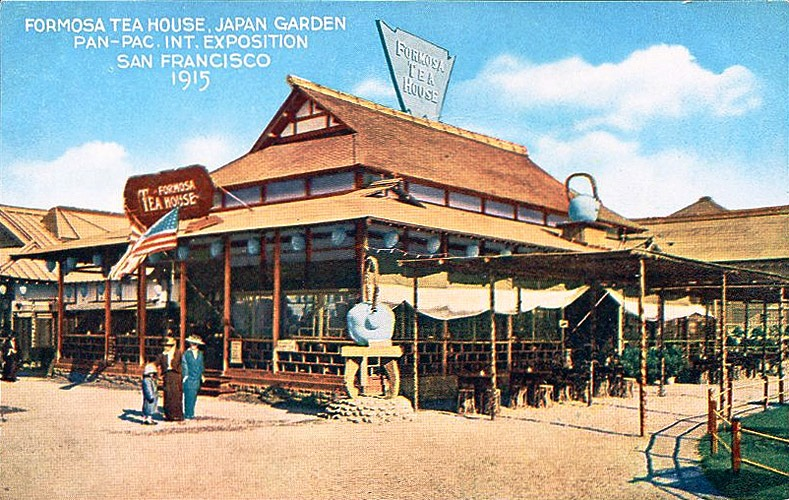
1915年美國舊金山「巴拿馬太平洋國際博覽會」的福爾摩沙茶屋（Formosa Tea House）

總的來說，台灣日治時期的經濟是種相當典型的殖民地經濟模式，即以台灣自然資源與人力，來培植宗主統治國的整體發展。此種模式於兒玉源太郎的總督任內打下基礎，並於1943年太平洋戰爭中達到最高點。若以年代區分，1900年－1920年間，台灣的經濟主軸於台灣糖業，1920年－1930年為以蓬萊米為主的糧食外銷。綜括這兩階段，總督府的策略約略是以「工業日本、農業台灣」為最高指導方針。至於1930年之後，則因戰爭需要，總督府對於台灣的經濟重心則轉為工業化。雖說各階段的主要不同，但台灣經濟發展的主要目標，自然著重在提高農產品或後期工業用品的生產量，以達到供輸日本國內的需求。而這種「為已開發的經濟地區提供原料和廉價的勞工」的經濟現象，則為標準的邊陲經濟模式。
日人統治者於治理台灣時，難脫「經濟台灣，壯大本土」和南進戰略的基本心態，但與治理香港、朝鮮等等其他次殖民地心態不同，某程度上，日本政府是把經營台灣的成就視做帝國主義宣傳品與教化成同類的心態來經營（早熟帝國主義的帝國主義實踐）；這情形尤其在中期同化階段最為明顯。日本總督府也頒布了許多與各項產業發展相關的法令及限制，涵蓋了礦業、糖業及樟腦業。這些規定的頒布造成了一些民眾的權益損失，並且或多或少地限制了台灣民眾對這些產業的投資，使得一部分民眾感到不滿。例如1912年發生的林杞埔事件，就是由於日本當局強徵林杞（今南投縣竹山鎮）一帶的公有林地，並轉交給日本企業三菱製紙所所引起的衝突。

### 財政金融
日本治台初期，日本政府政策目標有促進台灣經濟及台灣財政自主，減少台灣的財政仰賴日本國庫的補助。在第四任總督兒玉源太郎的支持下，當時的民政長官後藤新平擬定了一份《財政二十年計劃》，希望能在二十年之內，透過逐年減少補助金的方式，使台灣的財政獨立。然而，由於1904年日俄戰爭的爆發，日本與臺灣同時提高了砂糖消費稅的徵收費率。
為了完成財政獨立計劃，總督府除了整理地籍、發行公債、統一貨幣與度量衡之外，也興建了相當的產業硬體設施。此外，大力推行公賣措施及地方稅制的運用，也是完成計劃中的重要環節。專賣制度的內容包括鴉片、樟腦、菸草、食鹽、酒精及度量衡。透過專賣制度，除了使總督府的收入增加外，也間接避免了這些產業的濫伐濫墾。總督府並施行了禁止進口的措施，使這些產業能夠達到島內自給的目的。此外，地方稅制度的推行，使得總督府能夠自由裁量各部會資源的分配，不必受制於帝國議會。但是，地方稅制也成為總督府專權的一項工具。

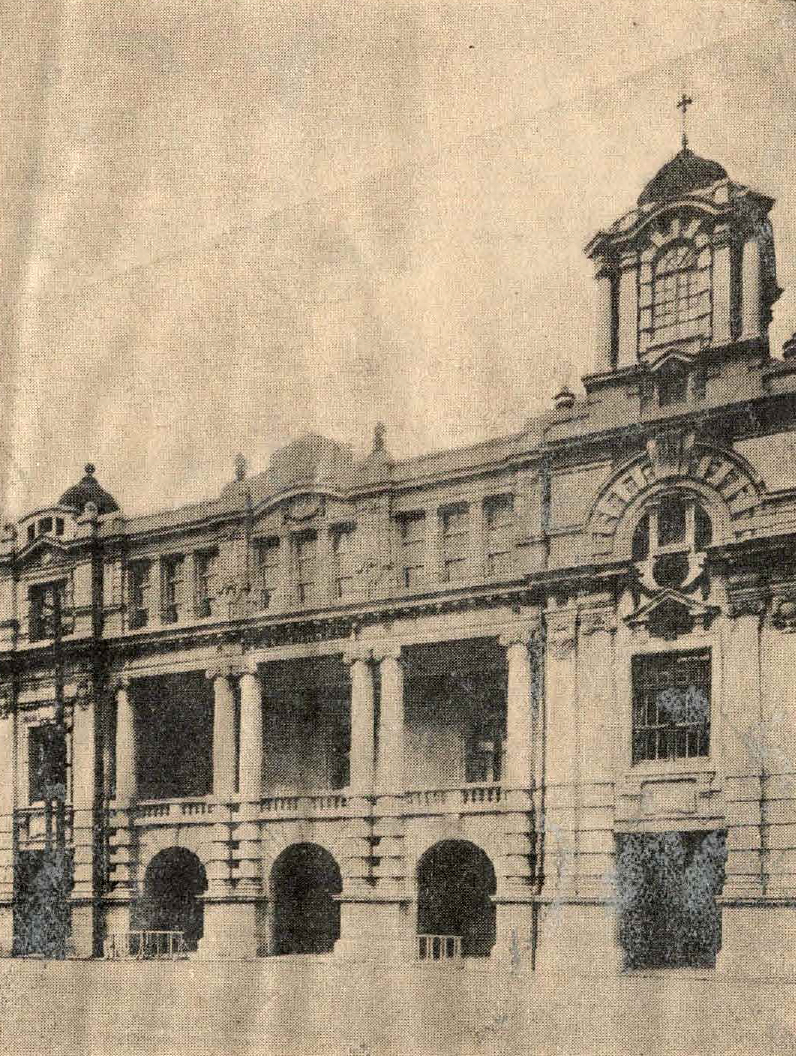
大阪中立銀行

1895年5月日軍在澳底登陸台灣，在初步取得北台灣港口城市控制權之後，同年9月，大阪中立銀行於基隆設立「大阪中立銀行基隆出張所」，乙未戰爭結束後的1896年6月，首任台灣總督樺山資紀正式批准大阪中立銀行在台設立分行，這是台灣第一間西方式的金融銀行。
1897年（明治30年）3月，日本國會通過《台灣銀行法》，11月成立臺灣銀行創立委員會，開始展開籌備臺灣銀行的工作。1899年（明治32年）3月日本政府修改《臺灣銀行法》，日本政府以100萬元為額度，認購臺灣銀行股份。同年6月，正式成立了「株式會社台灣銀行」，資金總額為500萬日圓，分別由日本政府、皇室、貴族認購股份，並於同年9月26日開始營業。臺灣銀行的總部設於台北，但其總經理駐守於東京，股東大會也在東京召開。台灣銀行與三菱、三井等財閥共同掌握台灣的金融體系，透過臺灣銀行的金融及貿易措施，大量日本資金流入台灣，加速了島內的資本主義化，並且使日本的資金能透過台灣進出中國大陆及東南亞，甚至後來還在中國南部與東南亞設立分行。台灣總督府除了設立台灣銀行外，之後還陸續設立彰化銀行、嘉義銀行、台灣商工銀行、新高銀行、華南銀行、勸業銀行等台灣支行。另外，總督府尚還在特別法的制定下，設置了包含信用組合、無盡業、金融講會、信託會社等等銀行體制外的金融機構。
日治時期，台灣地區性流通貨幣為臺灣銀行發行的臺灣銀行券。臺灣銀行券依歷次改版，總計有七大類別：銀券、金券、改造券、甲券、乙券、台灣印刷券，台銀背書券。
- 銀券（銀本位）：為最早期版本的臺灣銀行券。其面額有：1897年9月29日，發行之壹圓銀券，12月25日之伍元銀券，1900年12月3日發行伍拾元紙鈔，2月5日之拾元券。此時因距臺灣銀行6月之成立僅3個月，時間匆迫，鈔券的圖案未另行設計，直接採用日本鈔券圖案，僅修改顏色與文字；也並非按鈔券面額大小依序發行[103] 。
- 金券（金本位）：為改造銀券發行後的弊端，1930年9月16日，由總督府建議將銀券改為與日本所流通相同的金券。1904年7月1日發行壹圓金券，8月26日伍元券，1906年8月1日再推拾元券。鈔券的圖案未另行設計，直接採用日本鈔券圖案修改顏色與文字[103] 。
- 改造券：銀券金券發行之時，準備時間都相對匆促。圖案未另行設計，且紙質不佳，有易汙染破損的缺點。改造券即為此發行，改善紙質，並重新設計圖樣。1915年9月1日起發行，面額又回復為四種。改造券發行時不回收金券，並行使用[103]。
- 甲券：1932年臺灣銀行再對改造券進行改造，新券稱之甲券。1937年3月20日發行百元券，為此前未有的大面額[103] 。
- 乙券：百元甲券發行後七年，1944下半年末發行乙券。外觀大體無異於甲券。因應日本在二戰末期的窘境，主要差異在以下兩點：（1）於1944年7月1日同日一併發行五元與十元券，四個月後發行壹圓券，發行密集程度為以往未見。（2）為提升印鈔速度，鈔券未印號碼[103] 。
- 台灣印刷券：又稱「現地刷」。臺灣銀行所發行的鈔券，自銀券開始，一向為日本印製，再運來台灣發行。1944年起盟軍反攻，日軍敗退，7月盟軍取得塞班島後，日本完全失去制空權，海運受阻。臺灣銀行券改為由日本製版，運至台灣再印製，稱為「現地刷」。1945年5月30日起，為躲避盟軍的轟炸，由總督府決定在金瓜石廢礦坑下建立地下工廠，以芭蕉葉纖維製為原料印鈔，印刷對象擴及百元鈔。為避免轟炸，成鈔與此前鈔券不同，並未集中，而是分散放置。現地刷與乙券相同，為提升印鈔速度，未印號碼[103] 。
- 台銀背書券：又稱「武尊千圓券」。1945年8月15日日本投降前後，物價嚴重上漲，臺灣處於嚴重的通貨膨脹[105]。臺銀持續加印無號碼鈔券，但最大面額百元僅有百元，已不敷使用。乃將日本流通的大面額千圓券鈔，空運來台，並經臺灣銀行背書，於8月19日流通上市。其本體為日本的武尊千圓券，於鈔票背面左加蓋印紅色「株式會社臺灣銀行」，右加蓋「頭取之印」，作為臺灣銀行的背書。1945年10月25日台灣由中華民國接管，11月8日省府宣告終止流通，為七種臺灣銀行券中流通時間最短者[103] 。

自1937年，日本全面進入二戰起，台灣銀行券的發行數額暨躉售物價指數如下表所列
| 時間                    | 總發行額      | 數額年增率 | 躉售物價指數 | 指數增長率(%) |
| ----------------------- | ------------- | ---------- | ------------ | ------------- |
| 1937/06                 | 75,498,000    | --         | --           | --            |
| 1937/12                 | 112,033,000   | 41.57      | 100          | --            |
| 1938/12                 | 140,018,000   | 24.98      | 116.6        | 16.6          |
| 1939/12                 | 171,169,000   | 22.25      | 133          | 14.07         |
| 1940/12                 | 199,685,000   | 16.66      | 151.3        | 13.76         |
| 1941/12                 | 252,845,000   | 26.62      | 164.6        | 8.79          |
| 1942/12                 | 289,274,000   | 14.41      | 162.7        | -1.15         |
| 1943/12                 | 415,554,000   | 43.65      | 274.2        | 68.53         |
| 1944/12                 | 796,080,000   | 91.57      | 460.12       | 67.8          |
| 1945/03                 | 1,021,008,000 | --         | --           | --            |
| 1945/08/15 (日本投降日) | 1,433,190,000 | --         | --           | --            |
| 1945/08/31              | 1,651,000,000 | --         | 1,171.7      | 154.65        |
| 1945/09/11              | 1,930,000,000 | --         | --           | --            |
| 1945/09/30              | 2,285,000,000 | --         | 2,585.8      | 120.69        |
| 1945/10/25              | 2,897,873,519 | 190.57     | --           | --            |

同時，因應戰爭需求，在臺金融措施也開始出現轉變。因戰爭對實質物資的需求，從1942年起，以徵收「死藏貨幣」之名義，繳收民間原存有的銀、銅等贵金属。台銀編印《臺灣經濟金融日報》記載，至1942年11月末，累計繳得如下  :
| 種類       | 數額         |
| ---------- | ------------ |
| 銀幣       | 2,796,987圓  |
| 白銅幣     | 6,802,326圓  |
| 青、黃銅幣 | 1,032,560圓  |
| 合計       | 10,631,873圓 |

包含1944下半年末於日本印製的乙券，及1945年起在臺印製的現地刷。印製時不加註號碼可增加印鈔的速度，同時亦造成貨幣的浮濫。二種無號碼券至1945年10月底，統計為5億8千1百7十7萬，佔當時總發行額29億的比例達2成。其中，現地刷時期擴增可印的百元鈔佔73%，共4億2千4百6拾9萬2千圓  。
1945年8月15日，日本投降，依當時的決定，日本撤僑在次年(1946年)3月才能完成。此時距中華民國接管台灣尚有兩個月空檔，物價嚴重已上漲，臺灣處於嚴重的通貨膨脹狀況。臺銀持續加印無號碼鈔券，但最大面額百元僅有百元，已不敷使用。經大藏省決定，將滿載飛機的日本銀行的鉅額台銀紙幣空運台灣 。此批鈔券用以支付在臺日機關的薪餉，預付到預期撤僑結束的次年(1946年)3月、退職慰勞金，使通貨發行的膨脹速度更加快速 。武尊千圓券於1945年8月19日流通上市，至10月底的2個月內，發行7億8千4百2十8萬，期間內躉售物價指數1,171.7膨脹為2,585.8。臺灣銀行券於1946年9月1日起與舊臺幣同等價收兌，共收兌34億4仟3佰70餘萬元；而該收回之銀行券，全數予以銷毀。
除貨幣外，日治時期的度量衡也為官營事業。此目的在使為殖民地的臺灣在資本主義的意義上成為本國的部分，統括在同一經濟領域中。
度量衡政策分為兩期：1895~1923年間，以「尺貫制」為標準；1924~1945間，為與世界接軌，又改採行「米突制」。兩階段政策皆未能徹底推行，為至今臺灣社會台尺、坪等單位與公尺、公斤等公制單位混用的歷史因素之一。

### 產業
日本資本主義在台灣發展最顯著的例子就是糖業。台灣總督府為謀求台灣產糖量的增加，首先進行一連串糖業改革措施，包括引進含糖量高的蔗種、改善製糖方法，獎勵從事糖業者。總督府並扶植資本家投資製糖業，建立「原料採集區域制度」，規定農民只能把甘蔗賣給自己農地附近的糖廠，而且價格由糖廠決定。在這樣的制度下，吸引了許多日本大財團的興趣，紛紛來台設立製糖公司。另還有幾家台灣人創辦較大規模的糖公司，如林本源製糖等。1900年，三井財閥設立臺灣第一家新式製糖工廠「臺灣製糖株式會社」，新式糖廠至1911年已有11家、1927年增為45家，其中臺灣、明治、鹽水港、大日本、新港、新高等糖廠佔總產量80%。然而，從臺灣糖業圖（1934年）可見，有部份臺灣人的傳統製糖事業仍以改良糖廍的方式經營。
經過總督府全力支持後，臺灣糖業於1930年代產量達到高點。以1931年為例，全年共產24億3834萬4890斤（台斤）輕鬆奪得日本全國各行政區域的首位。
日本稻作專家磯永吉在來台灣任教台北帝國大學期間，以日本種稻米改良培植出蓬萊米，廣為台灣人接受，被稱為「蓬萊米之父」。日治時期更大力推廣紅茶的種植，讓「Formosa Tea」與「Formosa Black Tea」（福爾摩莎紅茶）國際化，外銷歐洲與美洲等地。

## 交通建設
總督府在以同化為主的教育內政之外，也積極實施改善城市為主的交通改善。而這裡，以鐵路建設最為重要，另外也包含一定規模的公路路線延長。台灣全島人口從1895年的260萬增至1945年的650萬（不包含福建為主的約兩成中國大陆商人），南北動線或城區往來仍尚可維持一定程度的活絡與暢通。

### 鐵道

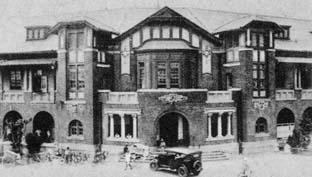
鐵道部廳舍

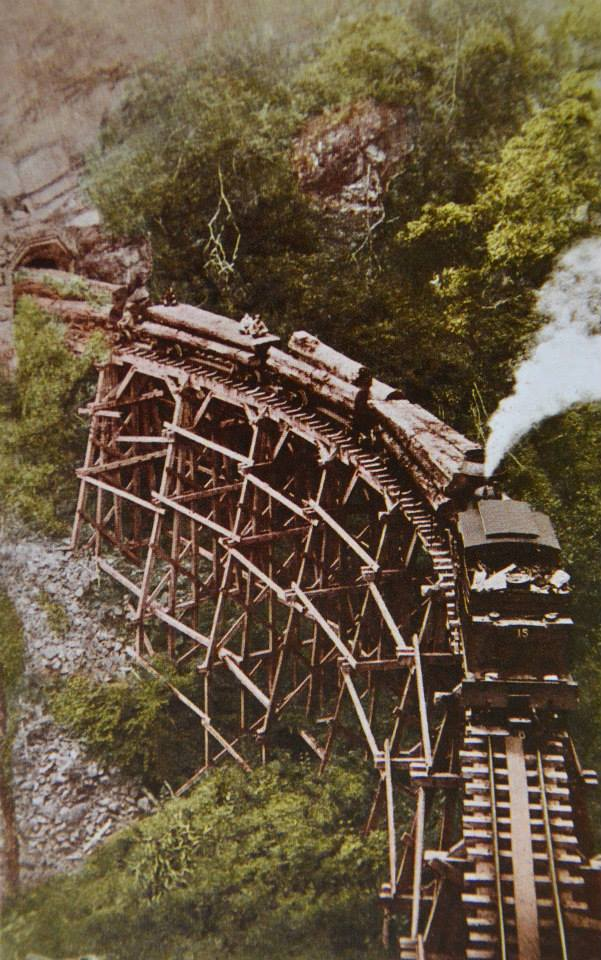
日治時期阿里山林業

掌管台灣鐵路的鐵道部成立於日治時代的1899年11月8日，成立之後，日治時期的鐵道建設邁入積極開發期。在日本治台將近50年的期間中，最大的成就莫過於1908年，縱貫線全線貫通，形成台灣首次「空間革命」，讓過去臺灣南北需時數日的交通，縮短至朝發夕至的1日內。鐵道部陸續還修築了淡水線、宜蘭線、屏東線、東港線路線，也收購一些民營鐵路，包括里壠至臺東間路段（現屬台東線一部分）、平溪線、集集線。此外還有林田山、八仙山、太平山、阿里山森林鐵路等林業鐵路。另外，官方亦曾進行北迴線、南迴線與中央山脈橫貫線以及後續路網的路線探查與規劃，但由於工程太過困難及戰爭爆發而終未執行。另外，除了官方外，民間或會社興建鐵路也相當投入，例如糖業鐵路、鹽業鐵路、礦業鐵路、輕便鐵路等曾經密如蛛網偏佈全島並兼辦客運，為地方交通主力；由窄軌輕便鐵道接駁至縱貫線車站，再轉乘大火車至其他主要都市。不過，日本政府的興建鐵路政策亦遭批評為掠奪殖民地資源。

### 水利
為了改進台灣海運運輸，日本政府整建了基隆港，並花費鉅資建造高雄港，使其成為可停靠大量船隻與吞吐貨物的現代化港口。此外，為了改善東部與離島交通，也興建花蓮港與馬公港。日治時期亦興建數條運河供船隻通行，代表作為臺南運河。

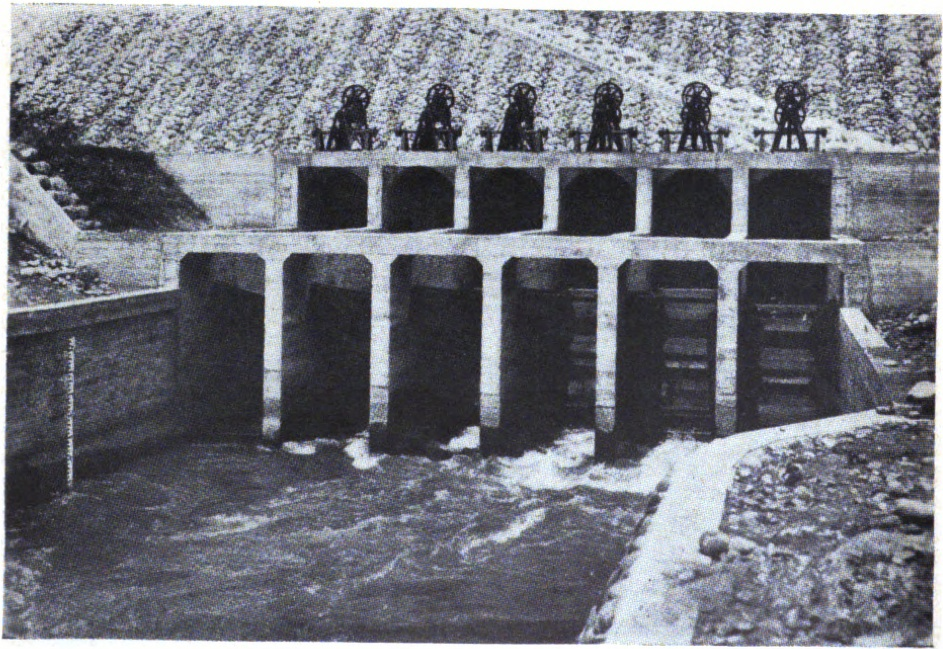
嘉南大圳的林內水閘門

日治時期，台灣主要的產業是農業，因此，水利設施是經濟建設中相當重要的一環。在推行農業方面，總督府不但透過土地調查與官有土地釋出等方式，確定了台灣的可耕地面積，也相當重視水利建設。1901年（明治34年），總督府公告了《台灣公共埤圳規則》，根據此規則規定凡是與「公共利害」有關的埤、圳，一律指定成為「公共埤圳組合」，其規約、預算、興廢與變更均先經官方的認可，也等同將台灣的埤圳收歸國有。此外，政府也重修老舊埤圳，並在各地進行新的埤圳工程建設，其中以嘉南大圳為代表。早期的嘉南平原由於缺乏雨水，這片平原在秋冬是極為貧瘠的荒漠。台灣總督府技師八田與一（1886年—1942年）以十年的光陰，創建當時東南亞最大的水庫──烏山頭水庫。嘉南大圳自1920年開工，1930年主要工程完工，歷時十年完成（主要設施包含烏山頭水庫）。灌溉面積則達十五萬甲，占全岛耕地百分之十四，並引進農作物三年輪灌制，八田與一至今受台灣人所推崇。

### 能源
為了發展輕工業，日本人必须获取电力。1903年2月12日總督府批准了由土倉龍次郎募資成立的台北電氣株式會社，在深坑一帶利用淡水河的支流南勢溪興建水力發電廠，供應台北市使用。而後總督府規劃各種水利事業，將民營改為公營並自行開設台北電氣作業所並興建龜山水力發電所。雖曾發生泰雅族人殺害15位日本工作人員的事件，該發電所還是在1905年8月開始運作供電台北大稻埕、艋舺等地，1906年供電基隆，是台灣第一座水力發電所。此後，竣工的有：1909年利用新店溪發電的小粗坑發電所、同年的打狗（高雄）的竹仔門發電所、1911年的台中發電所等。

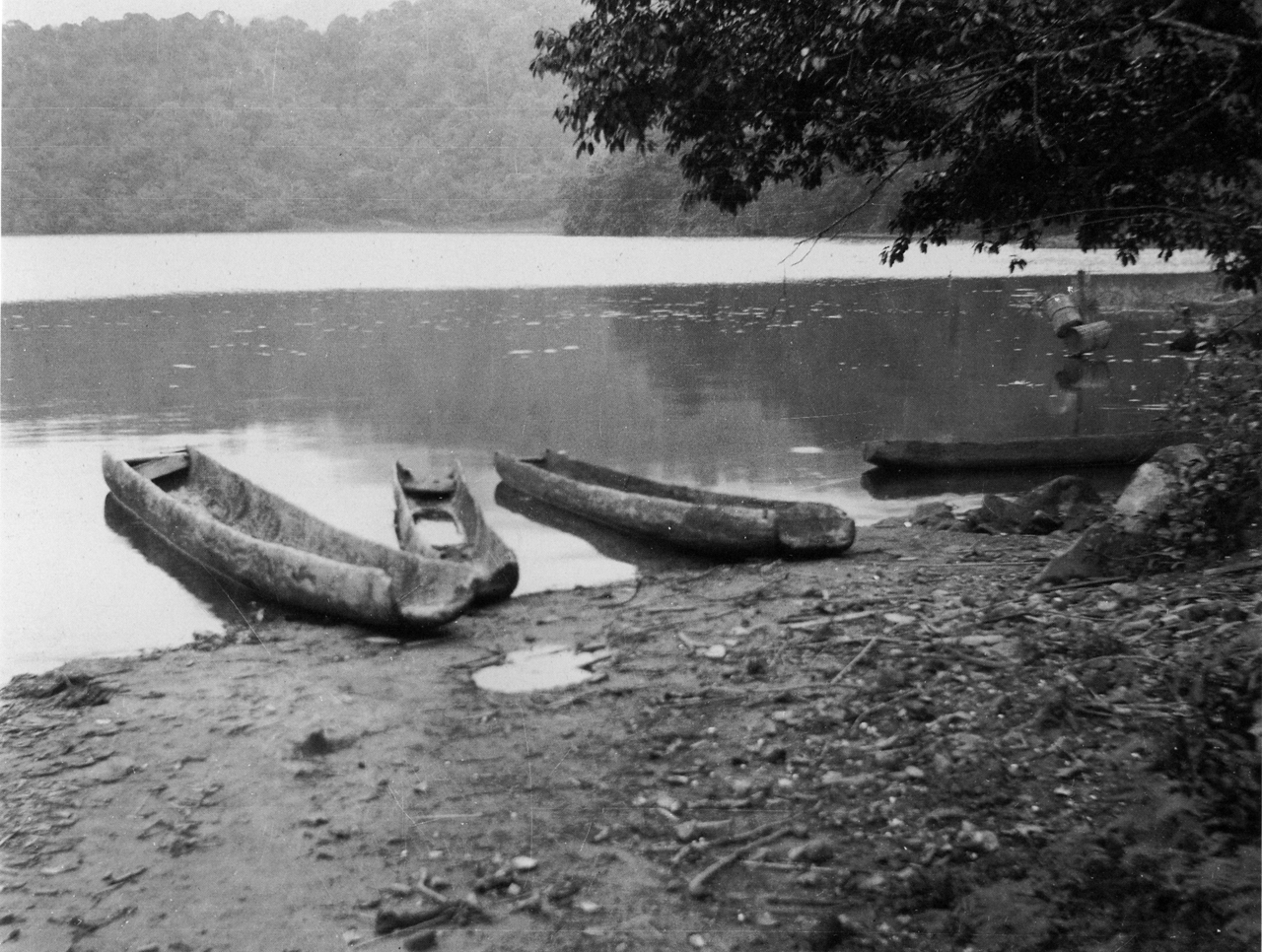
尚未設置發電廠前的日月潭，攝於1900年

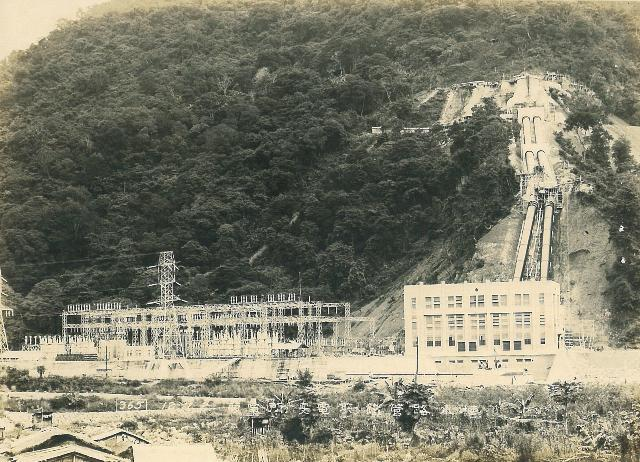
1937年（昭和12年）8月26日，臺灣日日新報新聞『日月潭第二發電所竣工 通水運轉9月初旬』

1919年，台灣總督明石元二郎下令將各公民營發電所組織為台灣電力株式會社，並勘查適合水力發電的場所，計劃興建當時亞洲最大的發電廠。結果，在該年的8月間選定了日月潭作為發電廠的廠址。日月潭與其下的門牌潭有320公尺的落差，藉此可以進行水力發電。為了工程的進行，特別由縱貫線二八水驛（今二水車站），分歧一線鐵道直達電廠所在地，以便運送工程所需物資，即今集集線的前身。在進行了濁水溪及日月潭週邊地區的地質勘查後，經歷了第一次世界大戰的波折，終於在1934年完成了日月潭第一發電所，成為台灣新興工業發展的重要指標。接著，由於電力仍然不足，又分別在1935年、1941年興建了日月潭第二發電所及萬大發電所。但是由於在太平洋戰爭中遭到了盟軍戰機的轟炸，使得發電工程中斷。到日本撤出台灣時電力仍未恢復。

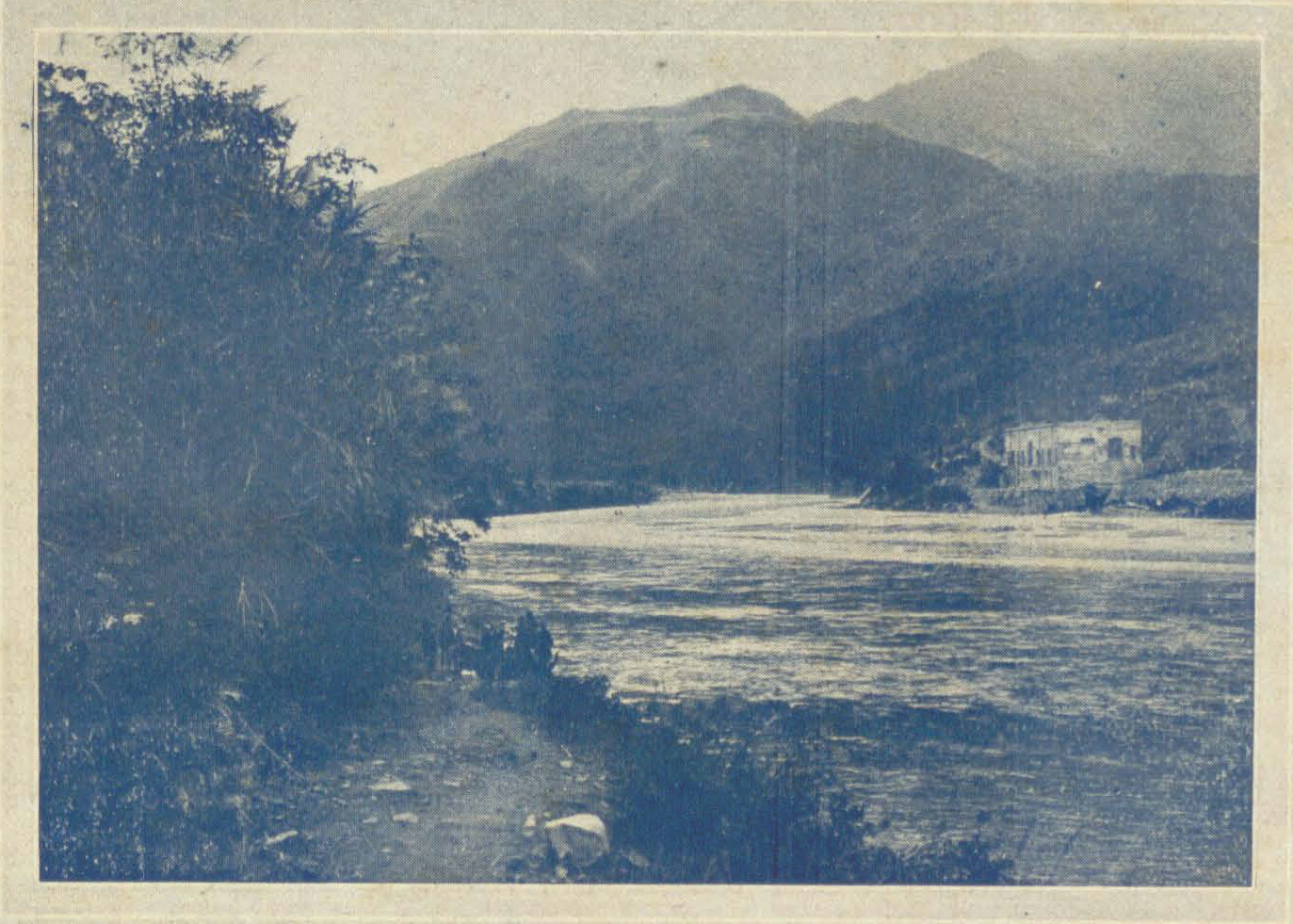
龜山水力發電所，是台灣第一座水力發電廠
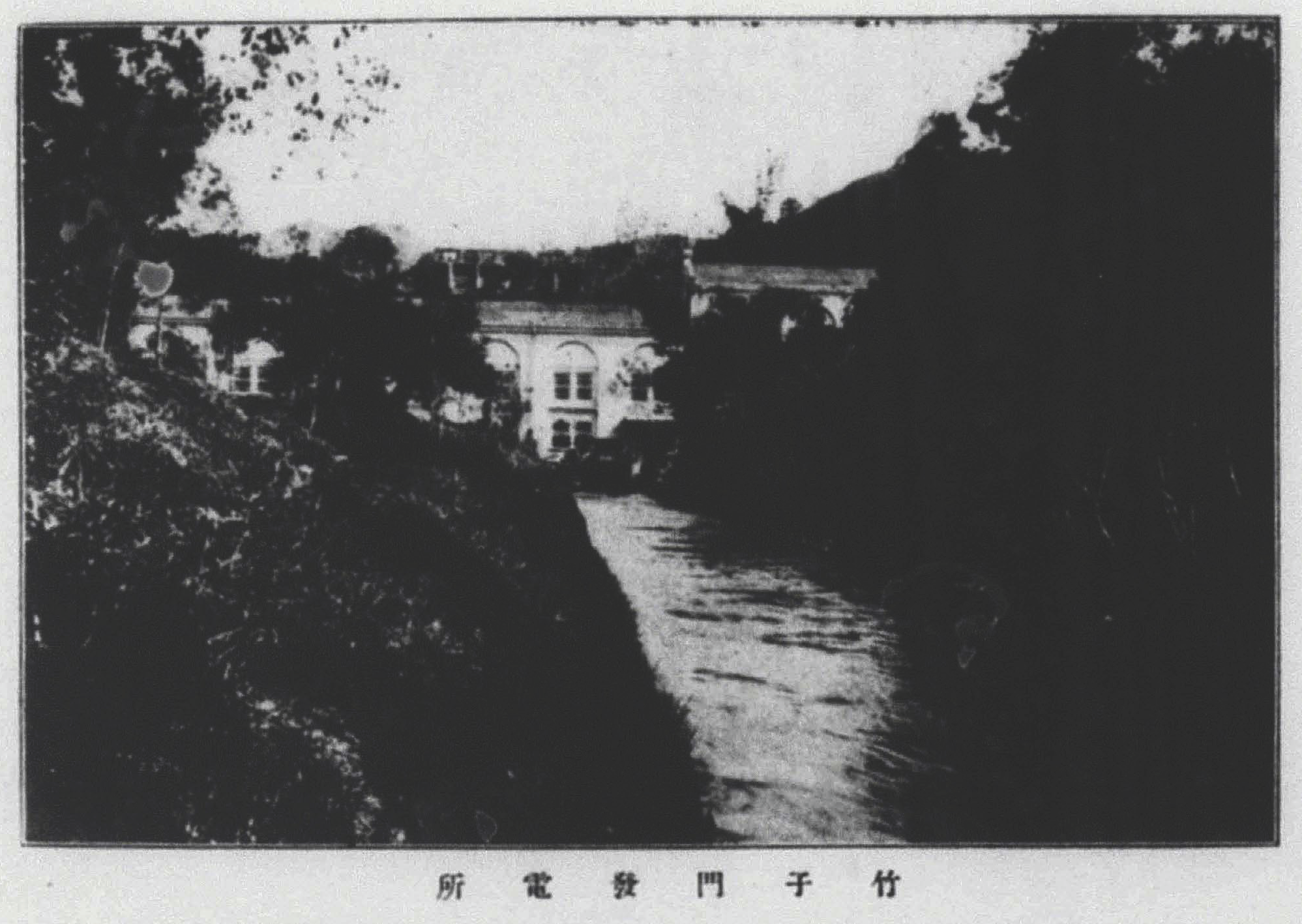
竹子門發電所
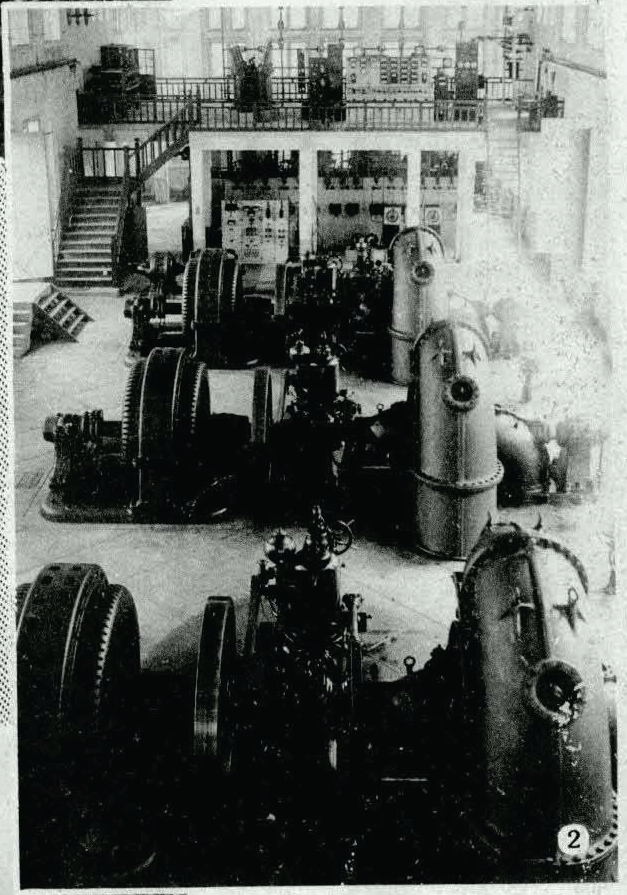
天送埤發電所
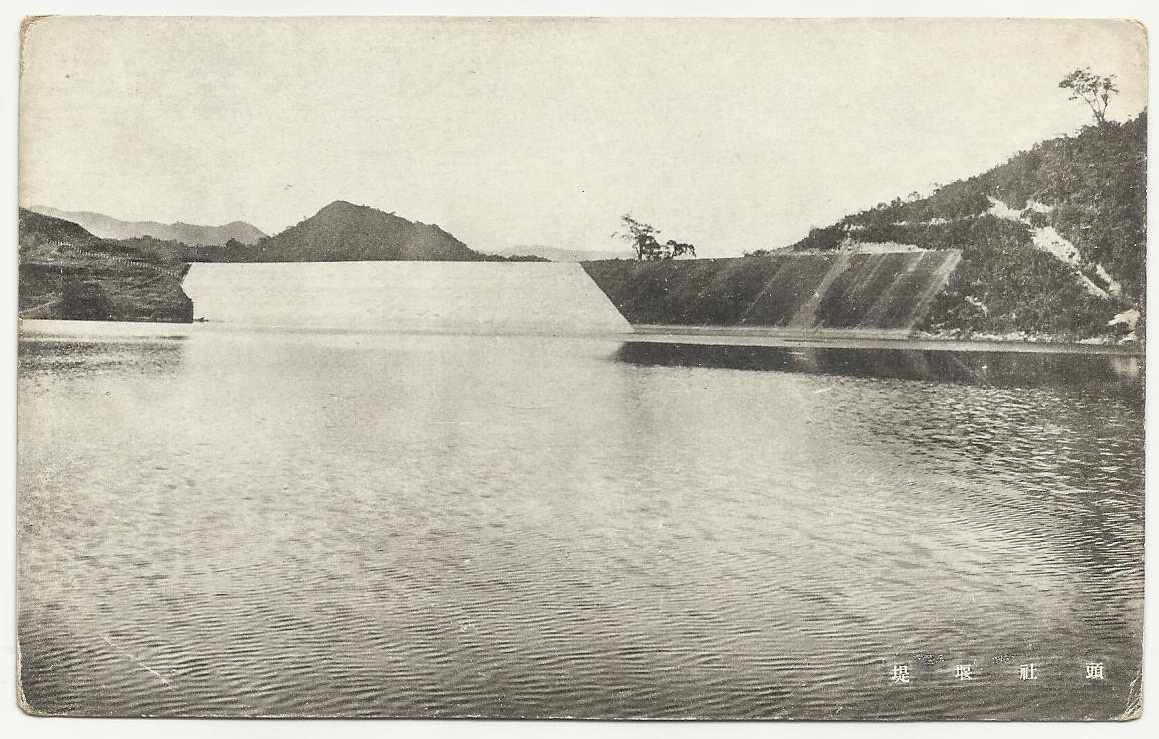
日月潭頭社壩
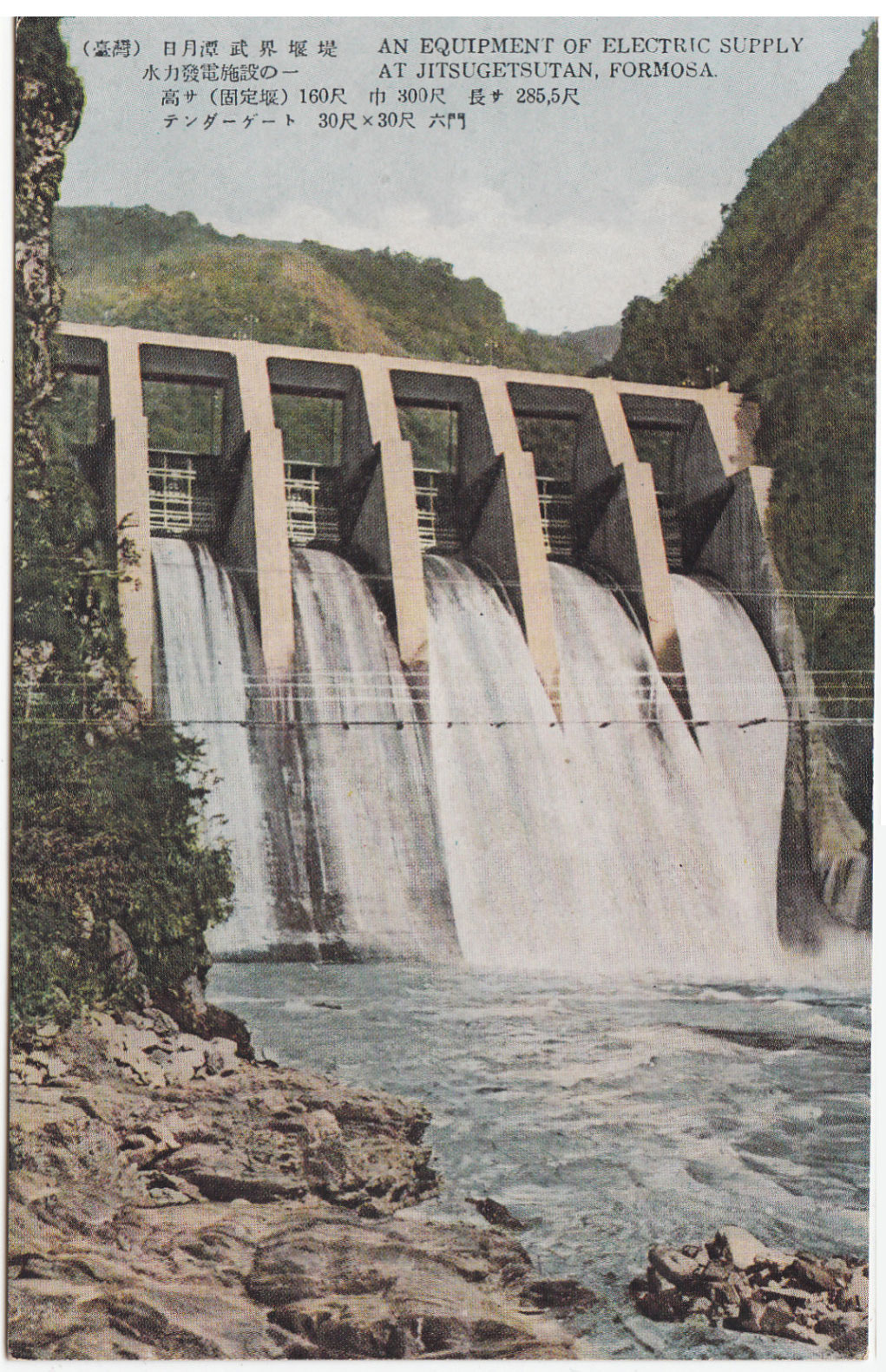
日月潭武界堰堤
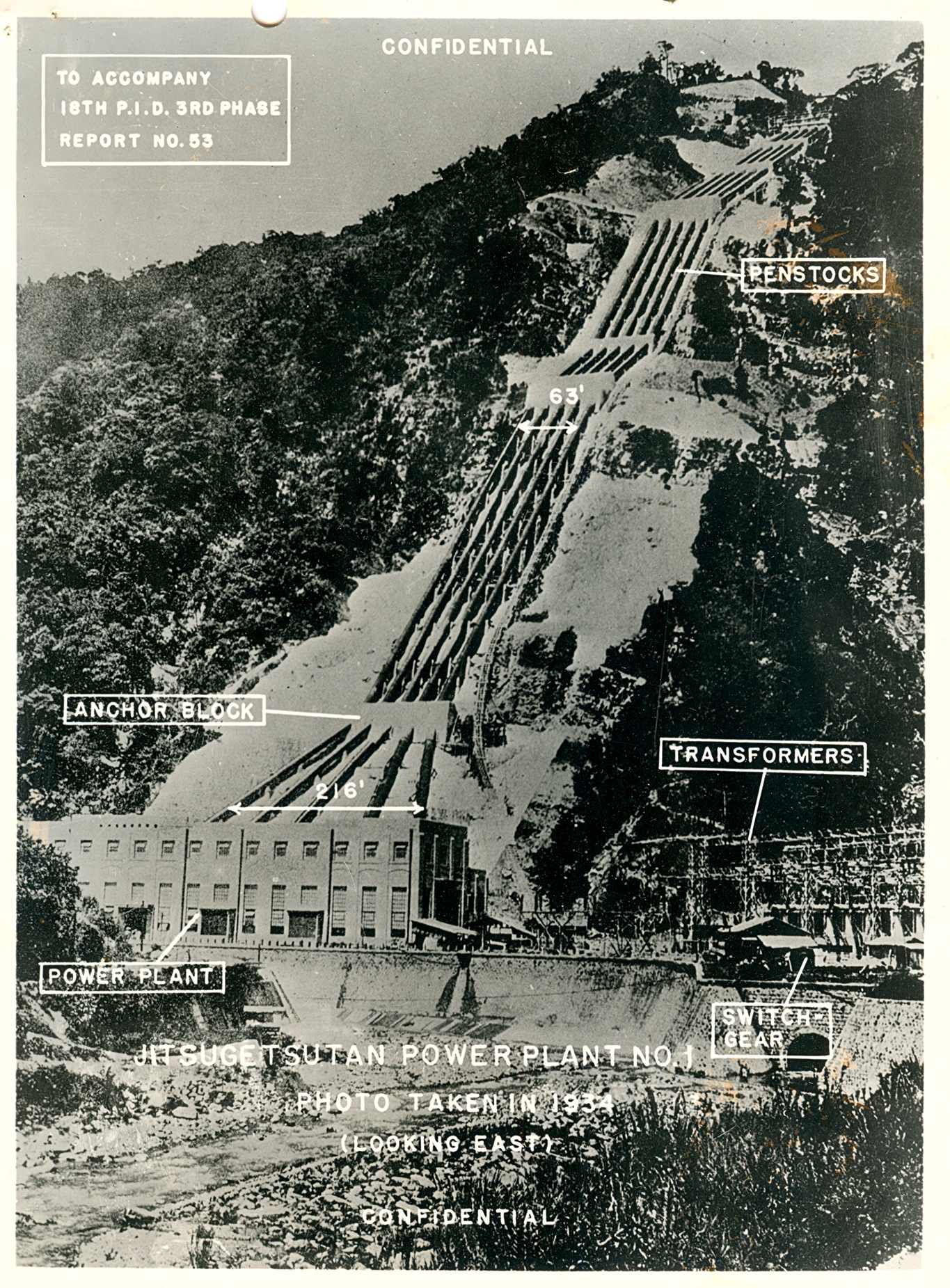
日月潭第一發電所
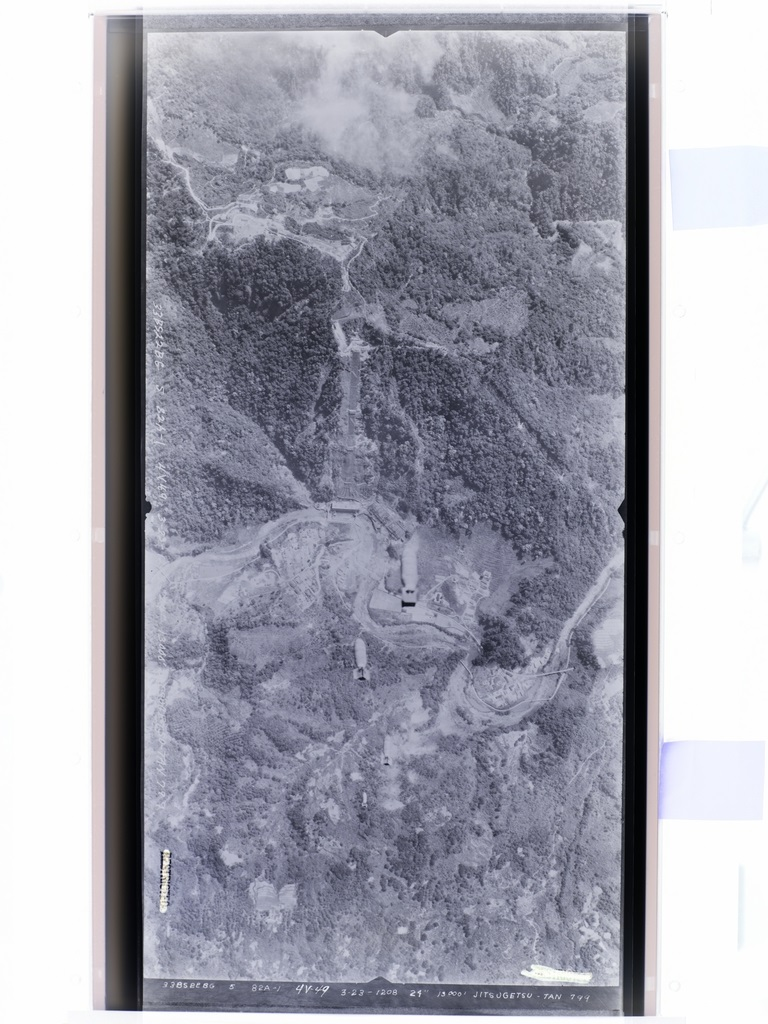
1945年3月23日轟炸日月潭的美軍對日月潭第一發電所投下炸彈時所拍攝
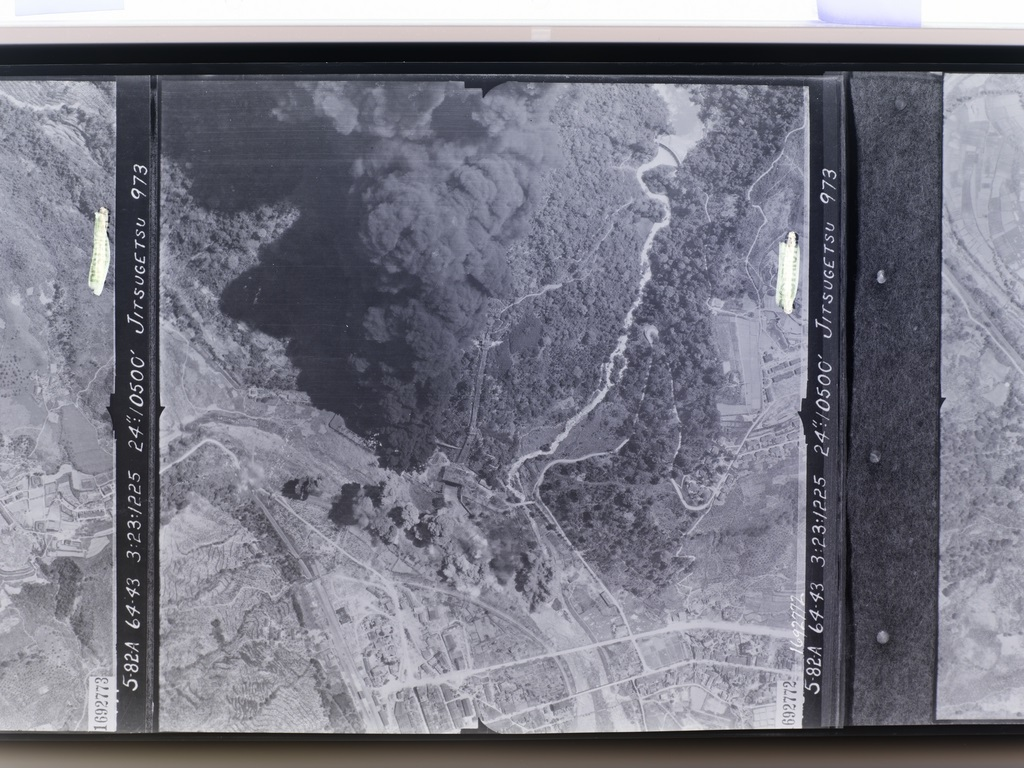
1945年3月23日轟炸日月潭的美軍對日月潭第二發電所投下炸彈後，炸彈命中變電設施，冒出濃濃黑煙。

## 教育

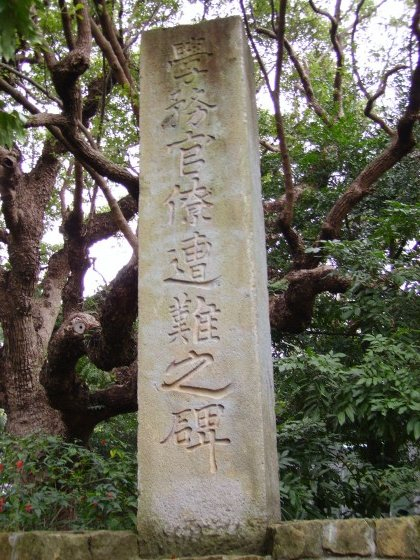
六氏先生（六位小學教師）遭匪徒襲殺之碑

由於日治初期台灣抗日運動相當盛行，日本當局除以武力鎮壓外，竭盡全力建立其統治體制，部署官署機構，鞏固開發基礎，並設法安撫居民。一切措施猛寬應時適度運用，以樹立台灣之全面基礎為首要。而在這種情況下，統治機器與不同文化人民間的溝通用義務教育，成為基礎中的基礎。而事實上，對台灣人而言，日治時期中等或高等教育政策，其成就與影響，大大遠不如基礎教育。而基礎的義務教育在初期依然分為小學校（日本人就讀）、公學校（漢族就讀）及蕃童教育所（原住民就讀）。

### 義務教育（初等教育）
1895年7月14日台灣總督府第一任學務部長伊澤修二，執掌台灣教育事務。他在《設置台灣公學校意見》一文中，建議台灣總督府於台灣實施當時日本尚未實施的兒童義務教育。台灣總督府遵循其意見，在同年於台北市芝山岩設置第一所西式教育場所，也是台灣第一所小學（今台北市士林國小），此小學基本上為實驗性的義務教育。隨後，該處所雖發生六氏先生事件，台灣總督府仍於翌年在全台灣創立國語傳習所，設置更多義務小學。1898年，國語傳習所並升格至公學校。
日治時期的義務教育除了公學校等制度外，還有專門為台灣原住民設置，且為理蕃政策重點工作的蕃童教育所與蕃人公學校及專門容納日籍學童的小學校。

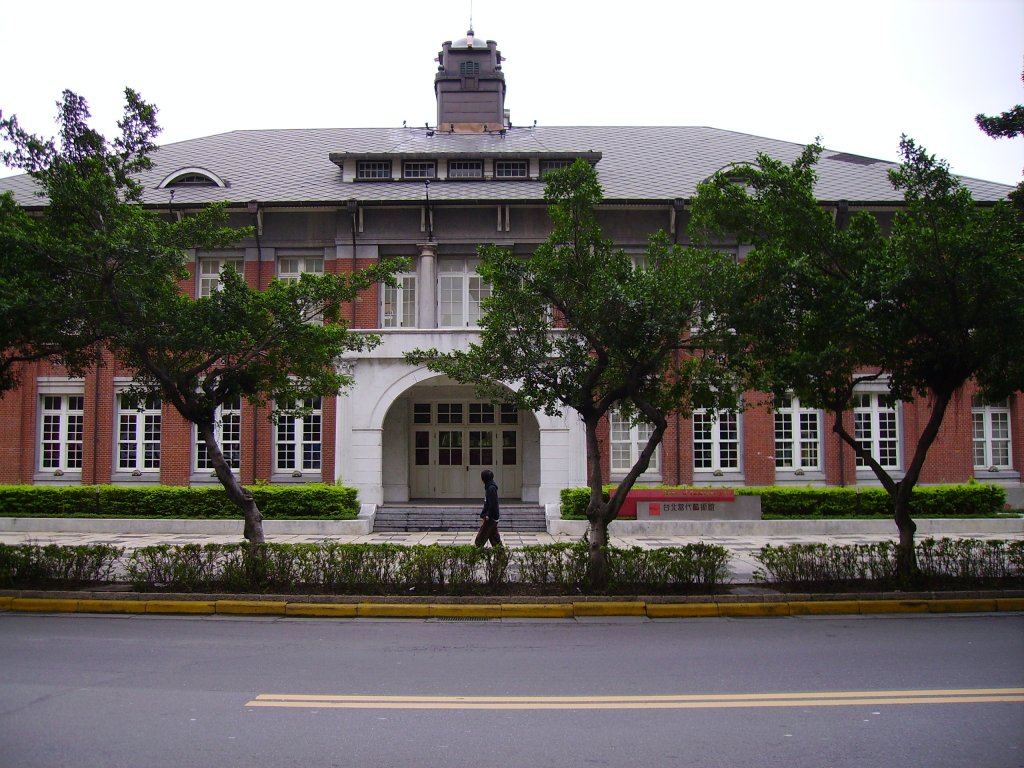
建成小學校舊址

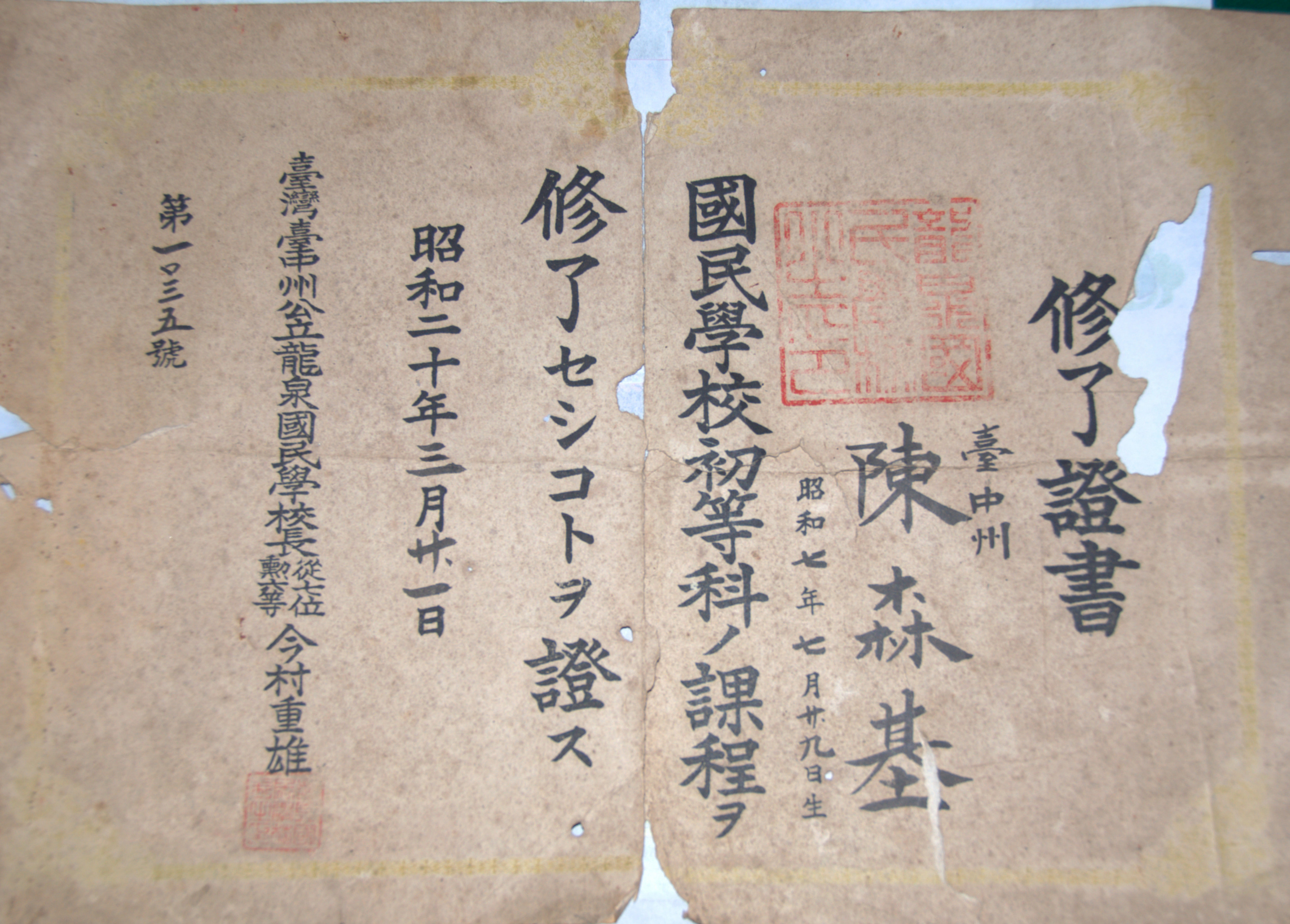
見證日治當時龍泉國民學校（今龍泉國小）的結業證書，署名的校長為最後一期的日人校長

日本統治當局對於義務教育的規範十分嚴格，1919年發布第一次臺灣教育令，大多數漢族兒童就讀"公學校"，僅有日本學子與少數社會上層的漢族學童能在師資設備較佳的"小學校"學習（遵循日本內地小學校令規定）。1919年第一次世界大戰結束，民族自決風潮湧起，日本政府提出內地延長主義反制，1922年，總督府第二次發布《台灣教育令》，要使台灣教育體系與日本內地一體化與學制銜接，除初等教育外，中學以上學制宣稱施行內台共學，並停止使用「內地人」、「本島人」等差別性的稱呼，但因原專供臺灣人就讀的中學湧入更多日本人，反造成臺灣人中學以上就學率降低。
1941年3月在太平洋戰爭爆發前夕，《台灣教育令》第三次發布，將小學校、蕃人公學校與公學校一律改稱為國民學校（保留部分蕃童教育所），義務教育學制才形式上統一但教材仍有分別，原小學校用第一二號課表且分為初等科及高等科（相當於今國二程度），原公學校用第三號課表，不分初等科及高等科。而不管哪種學校形式，除了特殊的原住民教育體系之外，日治時期的教育關法令明定，該教育場所以中央或地方的經費開辦，而就學資格則為8歲以上，14歲以下的兒童。除了基本年齡限制之外，這些法令還詳細明定該六年制的義務教育應教授的科目為修身、作文、讀書、習字、算術、唱歌與體操等，並要求一定師資與適當例假日設計。1943年4月1日正式實施六年制義務初等教育。
台灣籍兒童的初等教育普及率成長相當緩慢，直到強制義務教育實施後才快速成長。在強制義務教育的實施下，1944年的台灣，國民學校共有944間，學生人數達87萬6000餘人（含女學童），台籍學童就學率為71.17％，日籍則高達九成。遠高於當時世界的平均水平。2006年2月6日時任日本外相，前日本首相麻生太郎還根據這數據，認為「台灣之所以現在擁有這麼高的教育水平，完全是因為日本對台灣實施殖民地統治的功勞」，但實際上，在1939年也就是日本統治40年後，台灣的就學率才超過50％，換言之有一半的學齡兒童無法入學，究其原因並非是台人不願意就讀，而是因為學校不足的原因。
| 年代 | 1904年 | 1909年 | 1914年 | 1920年 | 1925年 | 1930年 | 1935年 | 1940年 | 1944年 |
| ---- | ------ | ------ | ------ | ------ | ------ | ------ | ------ | ------ | ------ |
| 台籍 | 3.8%   | 5.5%   | 9.1%   | 25.1%  | 27.2%  | 33.1%  | 41.5%  | 57.6%  | 71.3%  |
| 日籍 | 67.7%  | 90.9%  | 94.1%  | 98.0%  | 98.3%  | 98.8%  | 99.3%  | 99.6%  | 99.6%  |

### 中等教育
- 中學校
- 高等女學校
- 師範學校
- 實業學校

### 高等教育

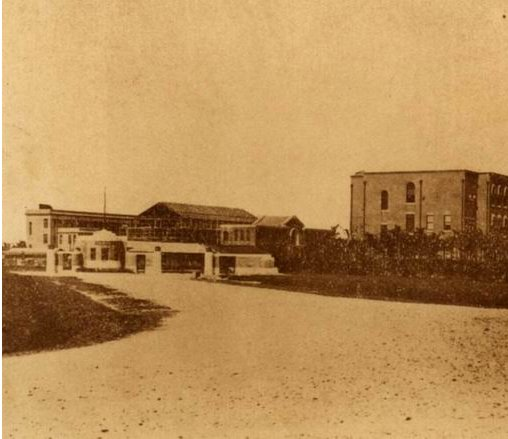
台北帝國大學（今国立台湾大学）的校門

在日治時期，殖民政府的政策並不希望人民受到太高的教育，台灣的高等教育比較是向日本人開放。在總督府殖民規範下，初期不鼓勵（但也不禁止）臺人子弟學習人文學科；而因為醫師及教師的高社會地位，以及高收入可以立刻為家庭生活帶來改善，所以台灣人一般趨向就讀公學校教師的師範學校或培養醫師的醫學校。也由於教師和醫師擁有較高的社會地位，兩類學校長期存在激烈的入學競爭。有許多台灣人前往日本留學，例如臺灣第一位醫學博士杜聰明，第一位女醫師蔡阿信，畫家黃土水、李梅樹等。有極少數台灣人至歐美留學，例如哲學博士林茂生、戰後第一任臺北市長黃朝琴、霧峰林家族長林獻堂之子林攀龍。
治臺後期，仍有臺灣籍人士如宋進英、徐慶鐘、朱昭陽等，得以不改日本姓氏進入日本最高學府東京帝國大學（今东京大学）法律系所就讀，並取得日本高等文官資格。

### 職業教育
在職業教育方面，總督府最初僅設立農試驗講習生，之後又設立糖業講習所及學務部附屬工業講習所等修業半年至二年的職業講習所，用以培養缺乏的初級技術人才。雖然各地陸陸續續設立了普通中學，但總督府為了因應技術勞工的需求，仍繼續偏重職業教育。1922年，總督府公佈了第二次《台灣教育令》，將職業學校分為農、工、商三個科別。總督府所設立的學校以二年制的職業補習學校為主，太平洋戰爭爆發後，修業期限改為四年，並且將所有職業學校改為州立。

## 文化
1915年後，台灣幾乎不再有大規模的武力抗爭行動，隨之而來的，是自發的社會運動。台灣人組織近代政治社團、文化社團、和社會社團，採用具有清楚政治意識的宗旨，以此結合意識相近、志同道合的人，共同為運動所設定的目標努力。而這些運動多少也促進社會文化的改善。
除了社會運動相結合的台灣日治時期文學之外，台灣接受西方文化最高且最有成就的莫過於美術，也著實出現不少知名的畫家。另外，通俗的流行文化也在此時期首度於台灣出現並極為盛行。其中又以電影，流行歌曲及布袋戲為其代表。

### 文學

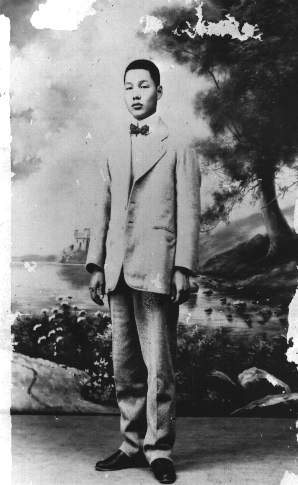
台灣新文學之父：賴和

1919年，在東京的台灣留學生改組原先的「啟發會」成立「新民會」，展開這一階段各項政治運動、社會運動的序幕。而伴隨此過程而來的也有《台灣文藝》（1934年）、《台灣新文學》（1935年）等文學刊物的相繼發行。這些擺脫古詩的近代文學，為台灣白話文運動的肇始者，也被學者認為與和中国大陆的五四運動或日本的「言文一致運動」息息相關。
這個文化運動的並沒有因為台灣總督府刻意壓制而馬上消失。1930年代初期，影響台灣文學、語言、族群意識的台灣鄉土話文論戰正式展開。1930年，台籍的日本居民黃石輝於東京挑起了「鄉土文學論爭」。他在異鄉力倡台灣文學應該是描寫台灣事物的文學、可以感動激發廣大群眾的文學、以及用台灣話描寫事物的文學。1931年，位居台北的郭秋生站出來呼應黃石輝，並更進一步挑起台灣話文論戰倡言作家應當使用台灣話文來從事文學創作，此呼應並獲得台灣新文學之父賴和的全力支持。之後，台灣文學應該使用台灣話还是官话，描寫的內容是否以台灣為主要素材，成為台灣新文學運動相關人士激烈爭論的焦點。然而，由於隨後戰爭體制的出現，以及日式教育文化的滲透，這些論爭無法得到充分發展的機會，終於在總督府全面皇民化政策下，紛紛敗退。
1936年，集結台灣進步作家的台灣文藝聯盟、台灣新文學相繼成立。表面標榜為文藝運動，實則是具有政治性的文學結社。1937年蘆溝橋事變後，台灣總督府隨即設立國民精神總動員本部，皇民化運動於是正式展開。台灣作家只能依附在日本作家為主的團體，如1939年成立的「台灣詩人協會」，或1940年擴大改組的「台灣文藝家協會」。
在文化而言，台灣文學主要探討台灣人的內心心靈以及台灣文化的本質，表面看似平淡，其實這是政治運動、社會運動所帶來的衝擊和反省，台灣文學界和藝術界人士開始思考台灣文化的問題，以及嘗試創立屬於台灣的文化。日治時期具代表性的作家有：賴和（《一桿稱仔》）、楊逵（《送報伕》）、吳濁流（《亞細亞的孤兒》）等人。

### 美術

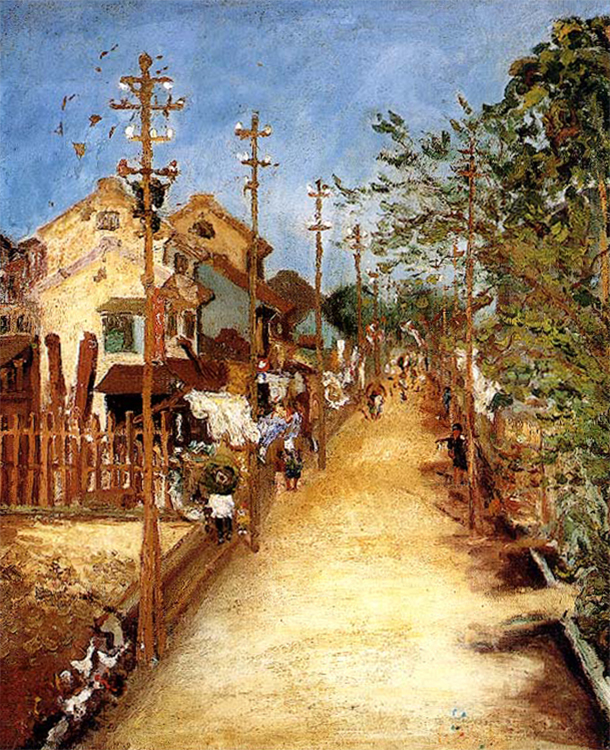
嘉義街外/ 陳澄波/ 1926/ 畫布、油彩/ 64×53cm/ 第七回日本帝展入選

清治時期，台灣並無所謂西方美術概念。在畫工職業受鄙視情況下，中國山水人物畫發展也極為有限。1895年，台灣邁入日治時期之後，藉由教育體系帶來的美術教育，開始將西洋繪畫、日本畫的等技法與寫生的概念，傳入台灣。成為公學校學科的西方美術，不但打下台灣美術欣賞的基礎，也在傳承中，出現不少知名畫家。在此傳承過程裡面，於師範體系任職的水彩畫家石川欽一郎貢獻最多。他不但參與規劃美術師範教育的過程，也親自教習學生。除此之外，他還鼓勵身處外地的台灣學生前往日本內地學習更深厚的畫作技巧。
1926年，在日本內地就學的台籍學生陳澄波以一幅〈嘉義街外〉的作品，入選第七回日本帝國美術展覽會（簡稱帝展）。這是地處外地的台灣人首次以西畫跨進內地日本官展的門檻。其後他又數度入選帝展和其他各項展覽。
真正讓美術發軔於台灣的是日治時期官辦展覽的成立。1927年由台灣總督府與石川欽一郎、鹽月桃甫、鄉原古統及木下靜涯等畫家創辦台灣美術展覽會
於1937年－1945年間舉辦16次的該展覽，不但栽培了台灣第一代西畫家，其展覽演變的台灣地方繪畫風格，於戰後仍深深影響台灣畫壇，甚至美術設計，工業設計等等層面。而日治時期的西畫家除了早已經成名的陳澄波之外，尚有李梅樹、廖繼春、郭柏川、陳進、郭雪湖、呂鐵州、楊三郎、顏水龍、林玉山、李石樵、葉火城、陳永堯等等。

### 電影

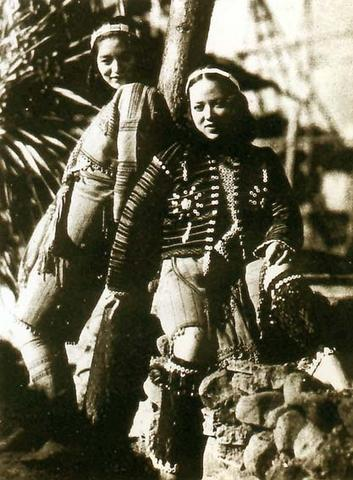
日治時代台灣自製日語電影《莎勇之鐘》，李香蘭主演

從1901年到1937年，台灣的電影很大一方面上受到日本電影的影響。因為當時台灣正處於日本的殖民統治時期，所以很多日本電影裡的慣例被台灣的電影製作人所接受。第一部在台灣拍攝的電影是1907年2月日人高松豐次郎率領日本攝影師等一行人在全台灣北、中、南一百多處地點取鏡的《台灣實況紹介》。電影內容涵蓋城市建設、電力、農業、工業、礦業、鐵路、教育、風景、民俗、征討原住民等題材。第一部台灣人製作的劇情片《誰之過》於1925年由劉喜陽、李松峰等人組成的台灣映畫研究會製作。而非劇情類型的教育片、新聞片、宣導片也成為日治中期以後台灣本地電影製作的主流，一直到日本戰敗為止。這裡面，又以描寫原住民少女幫助日人的《莎勇之鐘》（又稱莎鴛之鐘、莎韻之鐘）為其代表。
1908年，高松豐次郎於台灣定居，開始於台灣北、中、南部的七大都會興建戲院，並與日本及歐美的電影公司簽約，建立制度化的電影發行與放映制度。1924年後，台北的放映業者由日本請來一流的默劇旁白（日语称电影辩士），電影放映業愈加蓬勃。1935年10月，总督府为庆祝日本统治40年舉行台灣博覽會，以及隔年台北與福岡間開闢航空通運。

### 音樂

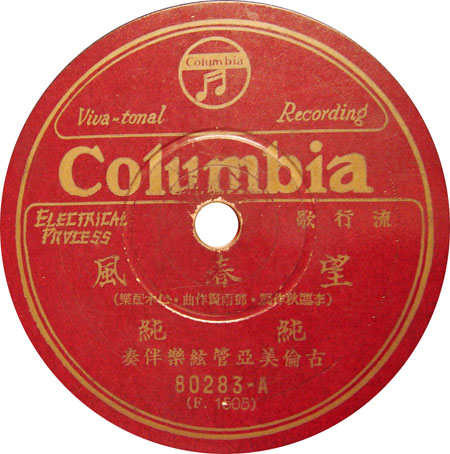
望春風專輯封面

1930年代之前，台灣雖有唱片與流行歌曲的出版，但品質與普及化都不怎理想。究其因，無非是流行歌曲與民謠、南北管曲、歌仔調、客家山歌等台灣傳統民間歌曲的難以劃分，如1920年代的《雪梅思君》《五更思君》《烏貓行進曲》或《集英北管》、《共樂北管》或《李連生與白玉枝》歌仔調。《烏貓行進曲》是台灣第一首流行歌。
1930年代，台灣電影與廣播事業快速發展。因應這兩項新興媒體的產生，不同於傳統歌謠與樂曲的台灣流行歌曲或唱片業不但隨之出現，亦在短時間內有長足發展。當時全臺的唱片代理商有200家以上，臺北、基隆、宜蘭、新竹、臺中、彰化、嘉義、臺南、高雄、屏東、花蓮港廳都設有唱片特約店。
台灣最早開始流行歌曲就是搭配由上海「聯華影業公司」製作，阮玲玉主演電影的《桃花泣血記》。1932年，電影《桃花泣血記》來台放映。片商為了招攬台灣觀眾，委由詹天馬、王雲峰作曲，的同名宣傳曲意外走紅、擔任主唱的是當時古倫美亞唱片會社當紅的歌手純純（本名：劉清香）。不只此，該曲在隨後的單曲黑膠唱片發行上，更有一定的唱片銷售成績。於是，台灣流行歌曲或「曲盤」（即台語的唱片，音）藉由電影的影像化而起步。

### 布袋戲
1920年代，以武俠戲為主的布袋戲逐漸在民間發展，其與傳統布袋戲主要的不同在於劇情上，多採用清末民初新著的武俠小說，例如《七俠五義》、《小五義》等，其表現手法也轉以重視各種奇特武功的展現為主。此時期的代表人物為五州園的黃海岱和新興閣的鍾任祥，此劍俠戲由虎尾、西螺開始發展，流行於台灣中南部。黃海岱演出的布袋戲音樂融合了北管、南管、亂彈、正音、歌仔、潮調等戲曲音樂，其劇本口白注重閩南漢語，說白中多以詩詞、經史、對聯、字猜組合。
1930年代之後推行皇民化運動，布袋戲也因而有了改變：包括後場禁用中國傳統的北管鑼鼓、改用西樂、語言改用日語等；戲偶雜用漢、和式戲服和戲偶，以及其劇本常為水戶黃門等日式故事。雖然這時期的布袋戲因語言文化的隔閡，不被大眾接受，但其中的一些表現手法，影響了後來金光布袋戲的演出方式，包括音樂、佈景等。
這時期，南部布袋戲界有所謂的五大柱及四大名藝人。「五大柱」分別是指一岱（黃海岱）、二祥（鍾任祥）、三仙（黃添泉）、四田（胡金柱）、五崇（盧崇義）；「四大名藝人」則是一仙（黃添泉）、二崇（盧崇義）、三土員（李土員）、四全明（鄭全明）。

### 棒球

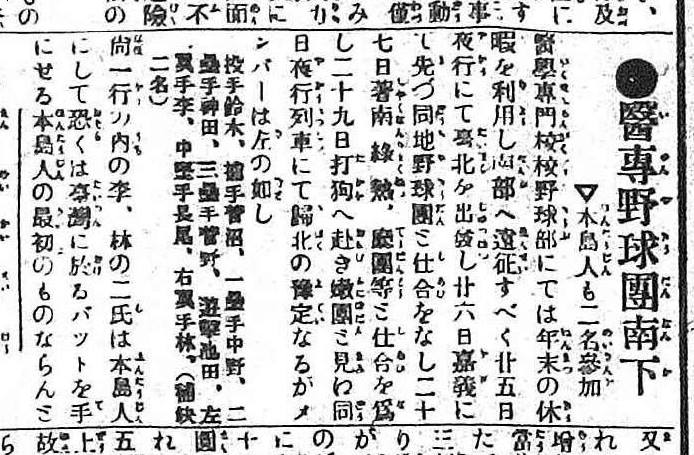
1919年臺灣日日新報「醫學專門學校野球團南下」一文報導有兩名本島人同赴高雄

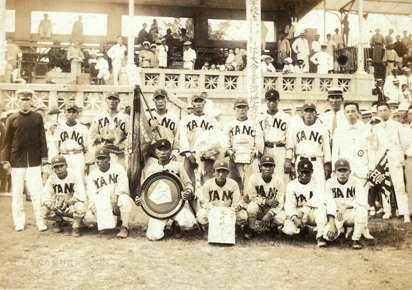
嘉義農林棒球隊於1931年贏得甲子園高校野球大會準優勝（亞軍）

臺灣的棒球運動源於日本，而日本棒球運動則受美國影響甚深。。1906年3月，位於台北的「台灣總督府國語學校中學部」（次年改名為台灣總督府中學校，即今建國中學）在校長田中敬一的主導下，組成一支棒球隊，成為台灣史上第一支有史料可考的棒球隊。1921年，住在花蓮港街（今花蓮市）的棒球愛好者林桂興，召集附近的臺灣原住民少年，組成「高砂棒球隊」，常與當地的日本人在「花岡山棒球場」舉行比賽，並逐漸打出名氣。1923年3月，將球隊重新取名為「能高團」。1925年7月能高團赴日巡迴比賽。在長達兩個月的旅行比賽中，能高團分別在東京、橫濱、名古屋、京都、大阪、廣島與當地高校球隊比賽，總戰績為三勝四敗一和，雖然不算特別出色，但已足證明原住民也可以在球場上與日本人平起平坐。
台灣從1923年開始選拔代表隊參加第9回全國中等學校優勝野球大會，至1940年的第廿六回為止。其中台北一中於第十五回（1929年）打進準決賽、1928年成立的嘉義農林棒球隊於第十七回（1931年）獲得亞軍是台灣球隊在甲子園最好的成績。嘉農隊的吳昌征在1937年畢業後加入日本職棒巨人隊，後來又打過阪神隊與每日隊，享有「人間機關車」的外號。

## 社會
台灣日治時期的內政，雖以特別統治主義為主要宗旨，但在某程度上仍以將台灣現代化為主要目標。在此理想中，台灣總督府為主導，社會力量為輔的內政改進，漸進於各施政階段實施。而實施重點，為「改正」阿片（鴉片）、纏足與辮髮三大陋習、市區改正與公共衛生等三項。
在當局的高壓管制下，除了統治初期小規模且持續的反日運動外，社會较为安定。不過在某些層面下，服从總督府經濟與教育政策的台灣人民，生活條件也得以改善。也因此，台灣人口在五十年的日治時期階段得以倍增。蔡文輝認為，日治時代台灣社會變遷不論在台灣史或世界史上都頗具特殊性，不同於正常的由下而上自主變遷，而是全然由上至下的被動變遷。換句話說，雖然台人也有其努力，但是日治社會的經濟文化政策訂定與執行，還是幾乎由總督府及其技術官僚主導。這主導情事加上來自日本的新移民的示範與加入，儼然把台灣社會結構截然分成統治者與被統治者。

### 習俗

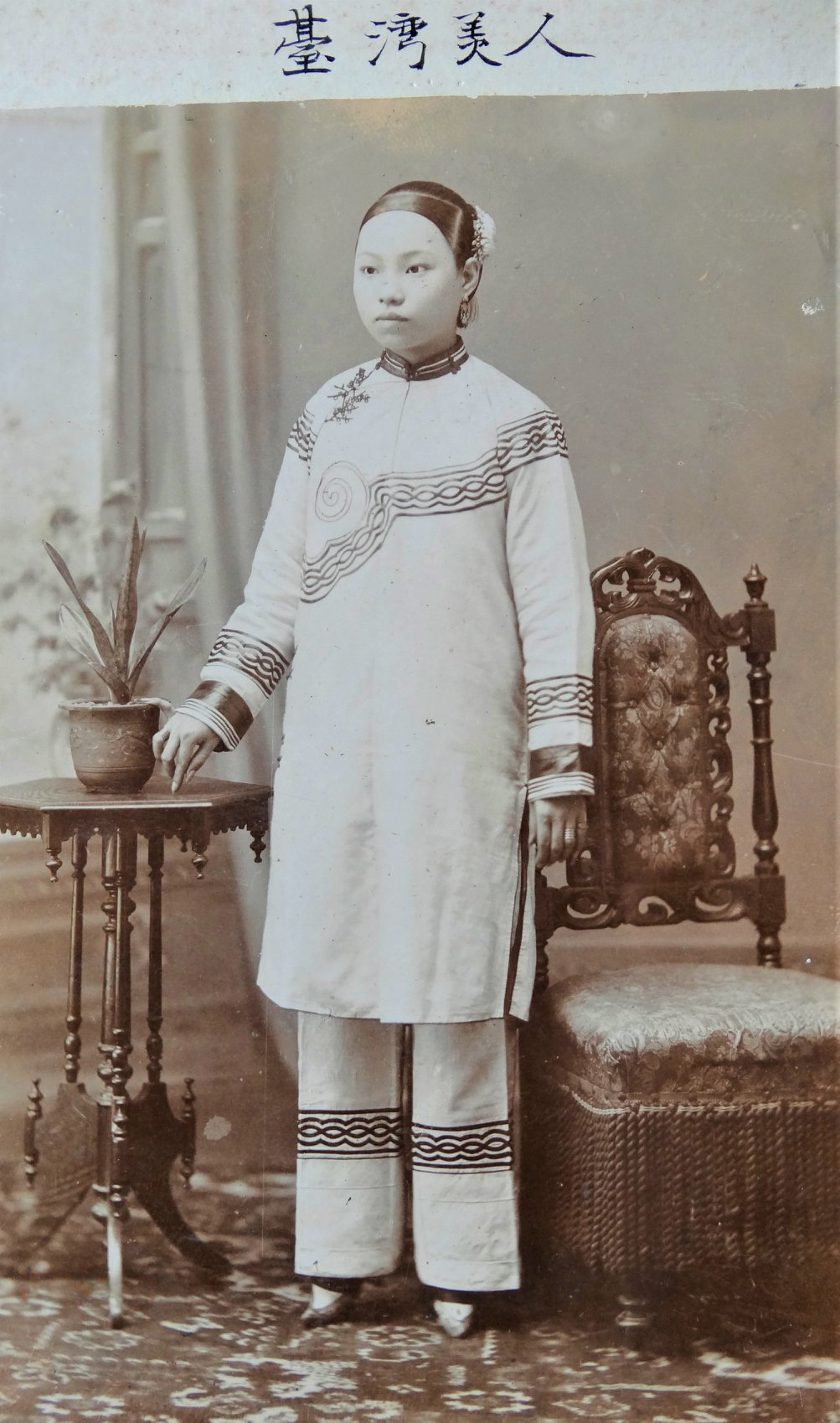
標有「臺灣美人」的歷史照片，約攝於1900年日治時代

日治初期，台灣總督府認為台灣三大陋習分別為吸食鴉片、纏足與辮髮。與19世紀末期的清朝相同，吸食鴉片為當時台灣人的普遍社會現象，據統計，半數人有此吸食習慣。以布長期綑綁腳趾頭與腳掌，用人力造成足部畸形的纏足習慣為女性特有，辮髮是满族男人的风俗，是清朝政府强迫男性汉人所为，对于满族人来说，并非陋習。
1895年中日兩國簽署馬關條約時，伊籐博文即在場表示「我國日後領臺，必禁鴉片」、「如我日本嚴令禁絕鴉片進口，臺灣當能無一人吸煙」。唯實際接收後考量吸食人口眾多，將原先「嚴禁」政策放緩為「漸禁」。1897年1月21日台灣鴉片令公佈，總督府採用了鴉片專賣與發行鴉片證的漸進根除方式。在禁止民間販售與控制人數的雙重措施下，根據1900年的調查，有169,064名鴉片煙癮患者（佔總人口6.3%），1921年，則減少為45832人（1.3%），也確實限制了鴉片的毒害。不過，與完全禁絕的世界潮流產生一段落差。此種減少，相當大的一部分是來自於吸食鴉片的人口自然死亡的緣故。有观点认为，總督府之所以不完全禁絕，除了毒癮難戒外、也是為了專賣鴉片獲得的高額利潤。
1930年，台灣民眾黨向國際聯盟控訴台灣總督府開放容許四萬人的煙癮人口。
日本最終走向戒絕鴉片的原因有，杜聰明發明低痛苦的戒毒方法、鴉片收入漸減及鴉片用來提煉藥用嗎啡。
纏足，臺灣稱為「縛跤」（pa̍k-kha），是承襲明、清兩代相當普遍的習慣風俗，多流行於閩南籍，客家人較少。該做法乃對女子自幼兒期時以布緊纏雙足，使足骨變形足形尖小，行路只能以足跟勉強行走。會衍生其風俗，是因為小足被當時人認為是種女性美的象徵，不過也普遍被認為對女權的壓迫。在纏足禁絕方面，大致採漸禁、「先民間後官方」的政策。1900年，總督府舉行揚文會，會中黃玉階提倡戒除纏足陋習的放足，並組成台北天然足會。1911年，臺南廳開始實行強制解足，並將之加入保甲規約，創各地之先。1915年，總督府運用公權力，全面在保甲規約增列禁止纏足的條文。因其條文有其相當嚴格的連坐處分，因此纏足風氣就此滅絕。
另外，在臺灣稱為「辮頭鬃」（pīnn thâu-tsang）的辮髮，台灣總督府則較無積極的動作，並無任何禁止條款。。民間在1911年後，各地區街庄長、公學校教師、紳商名流等響應斷髮運動組織斷髮不改裝會或斷髮會，在紀元節（2月11日）、神武天皇祭（4月3日）、始政紀念日（6月17日）進行集體斷髮大會。不過因清朝政權於1911年滅亡，此種男子頭部前半頭髮剃光，後半部留成長髮並結辮的風氣自此就不再盛行。

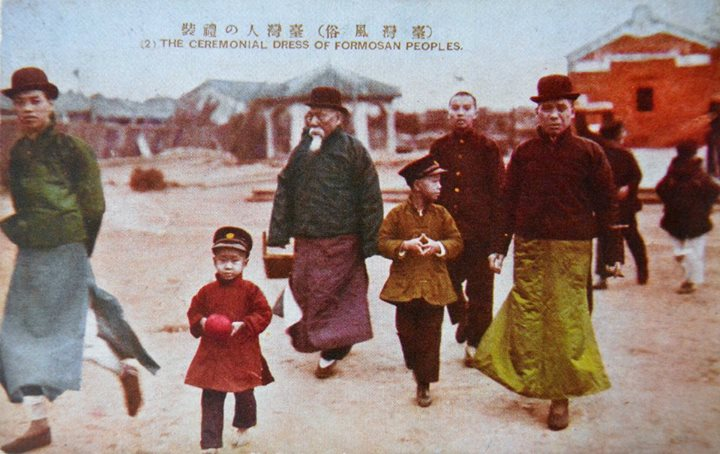
本島人的禮服與學生西洋制服

在改正三大陋習之餘，以台北正風會、同風會、教化聯合會等集中推廣，廢除蓄奴、納婢等社會習慣。取消滿族在社會上的特權。此外，日治時期廢除清朝服制令，使民間普遍的服飾產生了變化，慢慢產生有改良式清裝、日式和服，甚至上半身和服下半身清朝寬裙的組合。

### 宗教

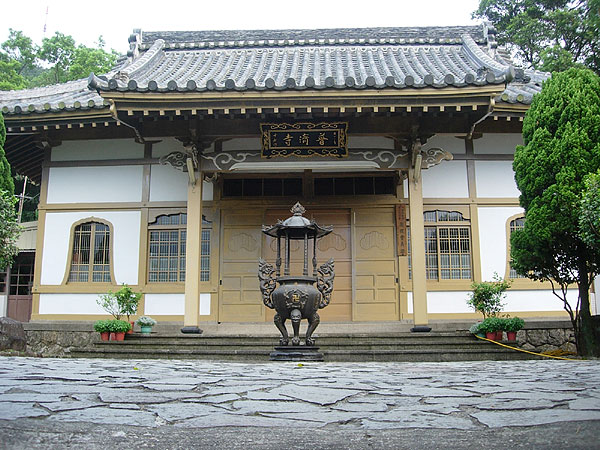
北投普濟寺的日本建築風格

日治時期初期，在治理臺灣所需要的宗教安定力量上，臺灣總督府捨棄19世紀末因對外戰爭勝利而興起的日本國家神道教，而選擇了已經在臺灣稍有根基的佛教。這種與西方世界以基督教治理殖民地的「宗教殖民」不同的「宗教感化」思維模式，也讓原住民與漢族居多的臺灣，同化於日本的速度加快。
臺灣公學校曾教授過關於鄭成功的歌曲。臺南的延平郡王祠被改為日式之「開山神社」，為台灣第一座神社，並整修為神社樣式，但其舊有格局大致保留。
由於日本深受水戶學影響，而水戶學基於明朝遺臣朱舜水影響，使得日本史又更重視大義名分論而發展為尊皇論。《大日本史》即是其扼要之精神依歸。無論幕末維新思想，亦或今日歷代天皇系譜，無一不受《大日本史》思想之沾染。在此思想體系下，對於明朝遺臣鄭成功一生從事反清復明的功過，日人四方赤良評為：忠義空傳國姓爺，終看韃靼奪中華（韃靼為明朝中後葉時的外患，明朝時的中國人稱呼住在長城以北的蒙古人和滿人為韃靼）。
為因應現實環境，臺灣漢族不得不與在台日人合作，並以傳統道教寺廟改建、增設日人所熟悉的佛像，如地藏王菩薩等。日人統治者更於台灣各地設立許多寺院及佈教所。不但如此，台灣還出現混和道教與佛教的齋教。事實上，藉由神佛來宣揚儒家思維的該宗教興起正起自日治時期。
1934年，日本政府推動「一街庄一社」的口號。1937年，台灣總督府積極推動皇民化，以各地神社為信仰中心的神道教成為統治者積極推動的宗教。在此因素下，其餘宗教遭受一定的限制，此現象一直到戰後才有所改觀。

### 市區規劃

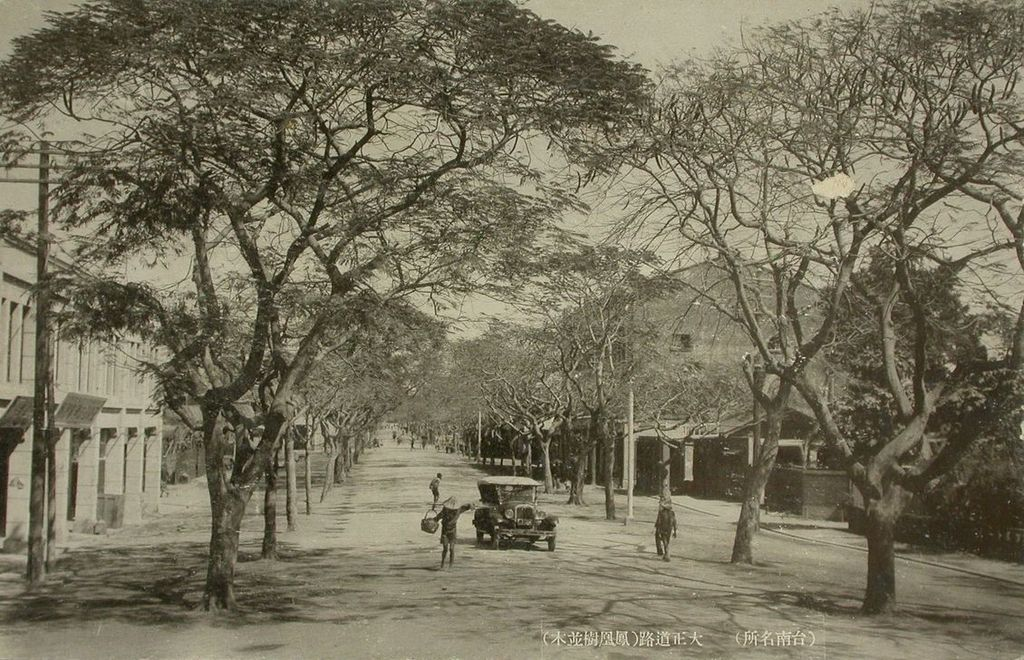
市區改正後出現可供汽車行駛的寬敞道路、鳳凰花行道樹以及整齊市容（臺南大正道路，今中山路）

市區改正在台灣，是指1899年起台灣總督府對台灣大小都市所研擬的都市發展計劃。之後，該市區改正計劃改名為「都市計畫」。日治時期初始，台灣總督府建設多注重於應急的衛生工程與軍防建設，1899年8月，台灣總督府對台灣數大城市採取約五年的建設計劃，名曰「第一次市區改正」，該計劃以舊有道路的改進與新設道路的擬定為主。以臺北為例，該計劃訂定了拆除臺北城牆的計劃，並整建西門町作為日本新移民住宅。
1901年總督府公告第二次市區改正計畫公告，除了臺北市之外，還將重點移往臺中為主，該計劃實施地區為臺北南門城外與東門附近一帶外，也開發臺中車站等周圍地區。這兩次改正計畫均以水溝與基礎道路改善為重點，其目的為應付來自日本的新移民。而這些市區改正下，也著實容納了不少以移民村型態出現的大量日籍台民。
較完備的市區改正為1905年8月，其涵蓋城市不但包含當時的第二大城－臺南等大城市，也有人口容量的設計。1917年止，台灣有20個市街莊進行市區改正。包含更名後的都市計劃，台灣總督府共在臺灣全島超過70個以上大小城市，實施市區改正。而這些名為市區改正的整體城鎮計劃，對臺灣地方營建影響深遠，迄今台灣許多城鎮仍沿用當時擬定的市區改正都市計劃繼續執行。

### 公共衛生
1899年設置地方傳染病調查委員會調查瘧疾及傳染病，1906年調查中，瘧疾是死因首位，其中以中央山脈村落最嚴重，總督府先針對該區民眾採血、檢驗和投藥治療。1911年頒布瘧疾撲滅計畫，整理環境、撲滅瘧蚊，擴大採血範圍，制定檢驗、隔離及治療規範。1913年廣泛設置瘧疾防遏所，運用地方保甲督導瘧疾診察、治療及環境整潔。1919年採對蚊法，撲滅蚊子控制疫情，因民眾配合度低而改採對人法。因瘧疾在部落大流行，除投藥與追蹤外，總督府另制定部落滅瘧辦法。
由於乙未戰爭期間，日軍因罹患傳染病死亡者甚多，統治當局始終重視台灣的公共衛生情形。
在硬體設施方面，總督府則進行不少公共衛生工程建設，如聘請英國人巴爾頓（William K. Burton）和濱野彌四郎赴台設計全島自來水與下水道。另外，拓寬街道、設立騎樓與春、秋季強制掃除、家屋須闢窗以利空氣流通、患病者須強制遷離至隔離醫院、預防注射等措施，也對公共衛生有所助益。
除此，為了紮下根基，台灣總督府則從公共衛生教育著手。一方面借重公學校教育體系與警察力量，教導台人衛生觀念，使一般民眾具有現代衛生的觀念。另外一方面則於台北帝國大學內設置熱帶醫學研究所及訂定護理人員的升學制度等。

### 曆法
日治初期，在日本內地已經全面施行西曆二十餘年的狀況下，台灣總督府並未禁絕陰曆（舊曆），許多政府機關例如法院仍有給台灣人數天的年假，直至1919年官方宣布禁止農曆的使用。不過大多數台灣人仍然使用舊曆，過舊曆年，形成無從禁起的狀況。
標準時方面，1937年以前，臺灣時間仍較日本標準時間慢1小時，1937年調為與日本本土相同。
總督府在各地設置大時鐘（例如火車站的正門上方），並且配合例假日制度，以養成人民守時的習慣。總督府並從1921年開始，在每年的6月10日都舉辦許多宣導活動。6月10日是日本人的「時的紀念日」。此外，配合現代科技（電報、收音機），使各地的公務人員及民眾能夠知道標準時間。

### 社會運動
1915年以後，台灣幾乎不再有大規模的武力抗爭行動。隨之而來的，是自發的社會運動。台灣人組織近代政治社團、文化社團和社會社團，採用具有清楚政治意識的宗旨，以此結合意識相近、志同道合的人，共同為運動所設定的目標努力。第一次世界大戰結束後，世界各地盛行民族自決的風潮，例如三一運動。日本也進入相对自由、開放的「大正民主時代」。台灣的新興知識分子在民族情感的支持下，以非武裝的抗日手段，爭取台灣的民主與自治。

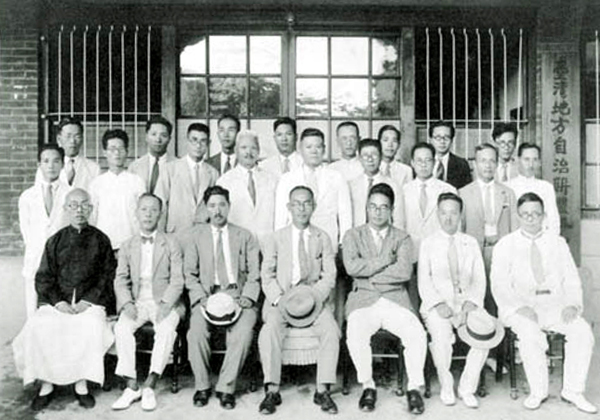
台灣地方自治聯盟成員合影

1919年，在東京的台灣留學生改組原先的「啟發會」，成立「新民會」，展開這一階段各項政治運動、社會運動的序幕。隨後有「六三法撤廢運動」、「台灣議會設置請願運動」的相繼發起，並且有《台灣青年》（1920年）、《台灣》（1922年）、《台灣民報》（1923年）、《台灣戰線》（1930年）、《台灣新民報》（1932年）、《台灣文藝》（1934年）、《台灣新文學》（1935年）等刊物的相繼發行。1921年，蔣渭水醫師結合青年學生，以及台灣各地社會領袖，共同成立「台灣文化協會」，成為往後台灣諸多民族運動、社會運動、政治運動的大本營，也是許多社運團體的「母體」。，在台灣社會運動史上佔有相當重要的地位。台灣文化協會以《台灣民報》做為協會宣傳工具，在臺北、新竹、臺中、員林、臺南等地設立十餘處讀報社，也時常以「文化劇」的演出來啟迪民智。其活動包括了對新知識、新思想的介紹，舉辦各種講習會演講，並推廣民主及民族自決理念，爾後支援初期數次的台灣議會設置請願運動。但後來其成員因理念不合於1927年分裂為激進左派的新文協和主張地方自治的台灣民眾黨。之後再加上總督府對社會運動的壓制，導致台灣文化協會的式微。
此時也有日本本土人士在台灣從事社會福利工作及社會運動。稻垣藤兵衛於1916年在台北大稻埕成立人類之家幫助窮人及稻江義塾提供兒童教育，後又從事農民運動，提倡娼妓自由廢業，並參與無政府主義團體「孤魂連盟」的創立。在台灣從事社會運動的還有泉風浪、古屋貞雄等人。
1927年初，「文協」分裂，左派掌控「新文協」，老幹部退出另組「臺灣民眾黨」。台灣民眾黨又於1930年分出「台灣地方自治聯盟」。而在農工運動團體方面，「台灣農民組合」於1926年成立；民眾黨的外圍組織「台灣工友總聯盟」於1928年結成；同年4月，「台灣共產黨」在上海成立。簡單言之，1920年代的上半期，是台灣社運團體萌芽發展的時期，1920年代的下半期，是各社運團體沿著左右派意識型態分道揚鑣的階段。直到1930年代初期，隨著日本當局的高壓手段，這些分合擾嚷的社運團體才紛紛勢微。1930年代中期後，在皇民化運動的指導下，台灣民眾在1920年代曾經盛極一時的政治鬥爭和社會運動，都遭禁絕。在這種情況下，文化運動——特別是文學運動——取而代之，成為反抗運動的主流。（參見文學一段）

## 參看
- 台灣歷史年表
- 同盟國軍事佔領日本
- 台湾光复
- 中華民國軍事佔領台灣的觀點
- 臺灣人日本情結

| 前任： 福建臺湾省 | 日治臺灣 1895年-1945年 | 繼任： 臺灣省 1945年至今 |